# Geschichte der Stadt Solingen

Wappen der Stadt Solingen

Die Geschichte der Stadt Solingen reicht von ihren Anfängen im Hochmittelalter bis zur nordrhein-westfälischen Großstadt der Gegenwart.

## Die Anfänge
Die kulturellen und Siedlungs-Ursprünge auf dem heutigen Stadtgebiet von Solingen sind unbekannt. Es gilt als gesichert, dass das – erst seit einigen Jahrhunderten so genannte Bergische Land – stark bewaldet war. Das Tal der Wupper, das an der Ost- und Südflanke das heutige Solinger Stadtgebiet begrenzt, war und ist zudem zerklüftet und wenig wegsam, was wahrscheinlich der Grund dafür war, dass das Gebiet sowohl von einer römischen Besiedlung wie auch von der Völkerwanderung unberührt blieb. Historiker vermuten, dass eine Besiedlung des heutigen Solinger (und Remscheider) Stadtgebiets aus Richtung Köln dem Lauf der Wupper wie auch der Dhünn entlang zwischen dem 8. und 9. Jahrhundert erfolgte.

## Mittelalter

### Hochmittelalter

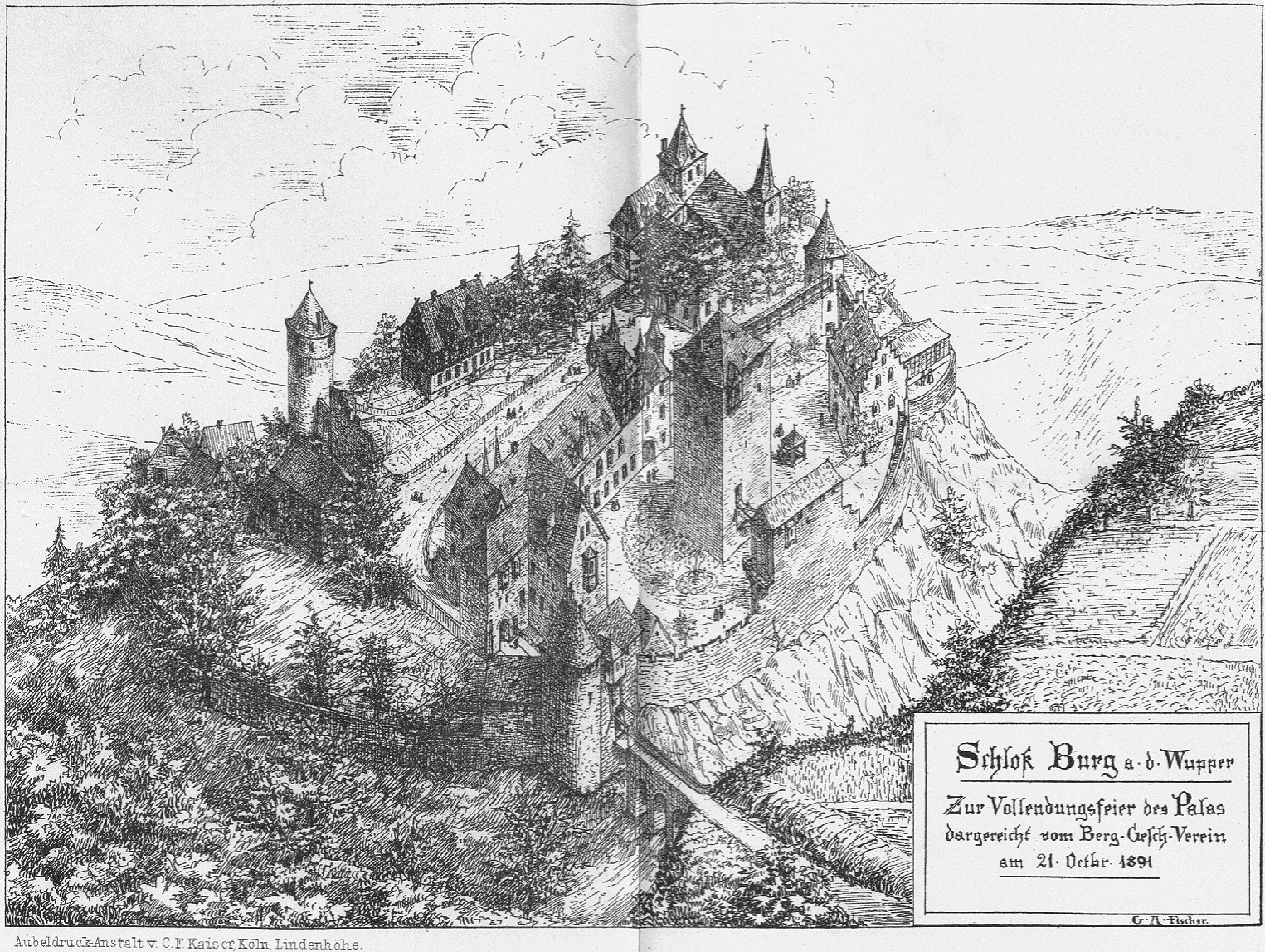
Schloss Burg (1891)

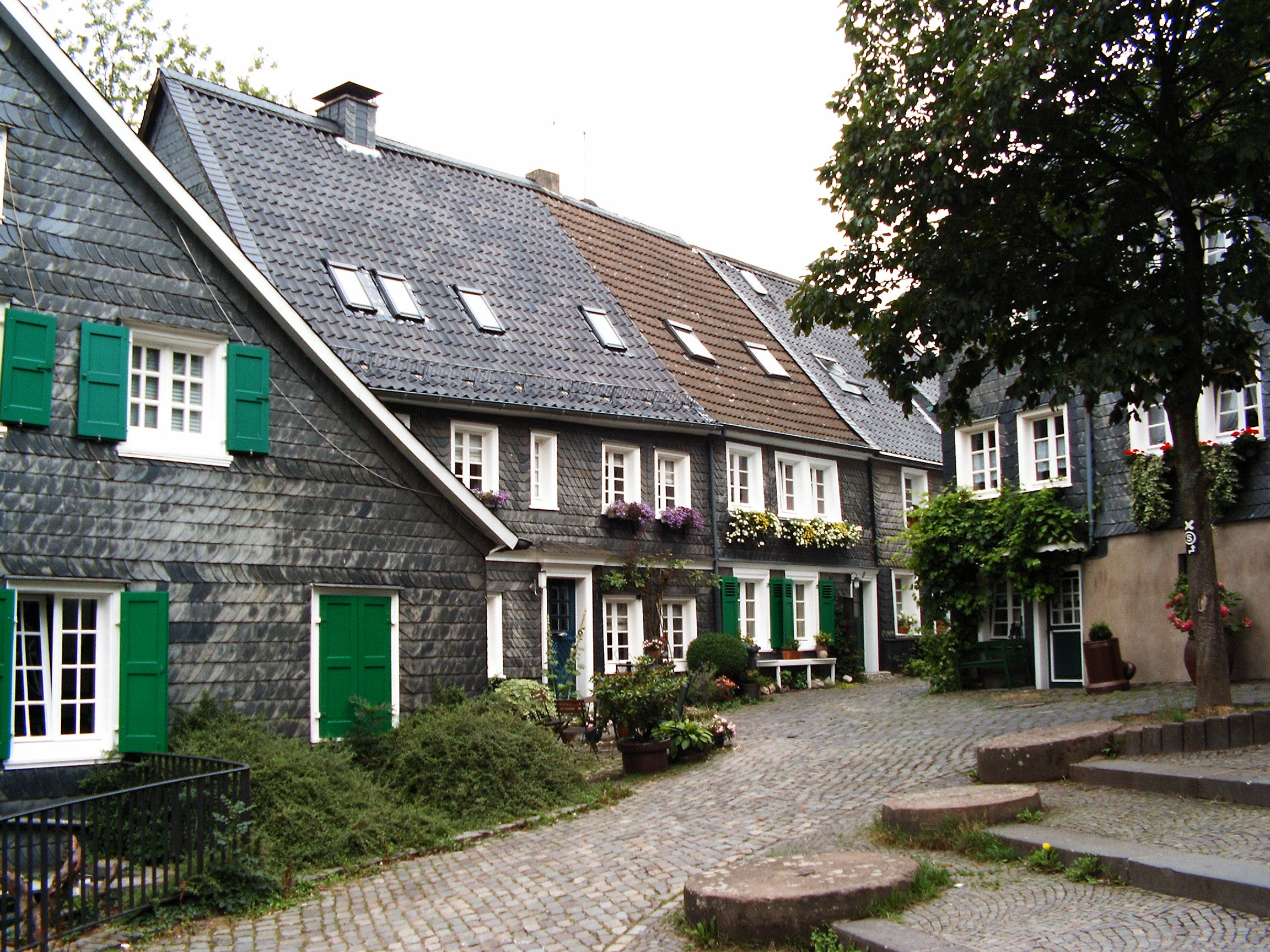
Gräfrath (2006)

An der Dhünn entstand um 1060 die Wehrburg Burg Berge, das heutige Altenberg, deren Bewohner dem Bischof von Köln bzw. der Abtei Deutz tribut- und beistandspflichtig waren. Das Gebiet weiträumig um den Fluss Wupper ging später an ein Grafengeschlecht, das sich de Berge nannte. Der spätere Gebietsname „Bergisches Land“ rührt von diesem Grafengeschlecht und der Name Altenberg von dieser ersten Burg. Woher der Name Solingen stammt, ist ungeklärt.:17f.
In Solingen selbst, das zunächst nur aus einzelnen Höfen bestand, entstand zwischen 750 und 1000 n. Chr. eine erste Kirche, deren Überreste 1954 gefunden wurden; zu gleicher Zeit wurde in Wald eine Kirche gebaut, die dem Erzbischof von Köln gehörte.:19 Erstmals erwähnt wird der Ort als Solonchon in einer Urkunde aus dem Jahre 1067.:21
Die Grafen von Berg zogen später an einen höher gelegenen, verteidigungsstrategisch besseren Ort, dem heutigen Solinger Stadtteil Burg an der Wupper. Die neu gebaute Burg oberhalb der Wupper war kein repräsentatives Schloss, wurde aber Schloss Burg genannt. 1133 überließen die Grafen ihren Stammsitz Altenberg den Zisterziensern zur Gründung eines Klosters; dort wurde vom 13. bis zum 14. Jahrhundert der Bergische Dom errichtet. Sie übernahmen nach 1156 zunehmend die Macht im Deutzgau, in dem die Ortschaften Solingen und Wald lagen, die bis dahin unter der Verwaltung der rheinischen Pfalzgrafen gestanden hatten.
Ab 1200 ist in Solingen das Klingenhandwerk nachweisbar. Eine Voraussetzung dafür waren die dichten Wälder aus Buchen und Eichen, die die Ortschaft umgaben, zur Gewinnung von Holzkohle. Zudem waren die Wälder frei nutzbar für die Bauern, die auch das Handwerk betrieben.
Das Dorf Gräfrath, heutiger Stadtteil von Solingen, wurde 1135 erstmals mit der mutmaßlichen Bezeichnung Greverode erwähnt. Die Äbtissin Elisabeth von Vilich gründete zwischen 1185 und 1187 das Augustinerinnenkloster Gräfrath. Ein vorhandenes Grafengericht in Solingen wird 1303 erwähnt. Das Kloster Gräfrath erhielt 1309 eine wundertätige Katharinenreliquie, die Gräfrath zu einem Zentrum des Katharinenkultes werden ließ.

### Spätmittelalter
Im 14. Jahrhundert gab es erste Spezialisierungen; die Handwerker organisierten sich in „Bruderschaften“ (= Zünften) für verschiedene Berufsgruppen. Ihnen war gemeinsam, dass sie – anders als die Zünfte andernorts – keine Verbindung zur Kirche hatten. Ihre Satzungen übernahmen sie dem Vorbild der Kölner „Satzung der Gewandbruderschaft“.
Die Grafen von Berg vergaben im Laufe der Jahrhunderte Stadt-, Markt-, Zunft- und Manufaktur-Privilegien und förderten die Region durch ihren engen Kontakt zur Handelsstadt Köln. So kam die Schmiedeindustrie ins Bergische und nach Solingen – es waren süddeutsche, möglicherweise auch österreichische Schwertschmiede, die als „Gastarbeiter“ nach Solingen kamen und dort die weltberühmte Klingenindustrie mit ihrer sprichwörtlichen Qualität begründeten.
Die Grafen von Berg traten als Mittler auf und ließen die Waren in Köln verkaufen, so dass der Handelsname „Solingen“ erst sehr viel später überregionale Bedeutung erlangte. Damals wurden die Solinger Produkte als „Kölner Schwerter“ gehandelt. Das Prosperieren der Klingenindustrie war der Motor für die Siedlungsdynamik und Entwicklungsgeschichte der Stadt Solingen. Die Erze und die Kohlen für die Schmiede wurden früher aus dem Siegerland per Pferdekarren herangeschafft und auch in kleinen Mengen lokal gefördert. Erst im 19. Jahrhundert begann der Bezug der Grundmaterialien aus dem Ruhrgebiet.
Im Jahre 1363 erfolgte die erstmalige Bezeichnung des Ortes Burg als Freiheit sowie die erste Erwähnung des zum Herzogtum Berg gehörenden Amtes Solingen. Am 23. Februar 1374 erhob Graf Wilhelm von Berg auch das Dorf Solingen zur Freiheit und damit zur Stadt und genehmigte neben der Durchführung von Wochen- und Jahrmärkten auch die Befestigung des Ortes.
Die Härter und Schleifer erhielten im Jahre 1401 Privilegien. Ihnen folgten 1420 die Reider und die Schwertfeger (Schwertfeger-Privileg). Gräfrath wurde 1402 zur Freiheit erhoben und Solingen 1420 erstmals als Stadt genannt, die um etwa 1450 befestigt wurde. Dazu wurde ein Wall mit Graben errichtet. Die Lage der Befestigung war bis zur Zerstörung der Solinger Altstadt 1944 während des Zweiten Weltkriegs am Verlauf der Straßen Nord-, Ost-, Süd-, West- und Klosterwall ablesbar.

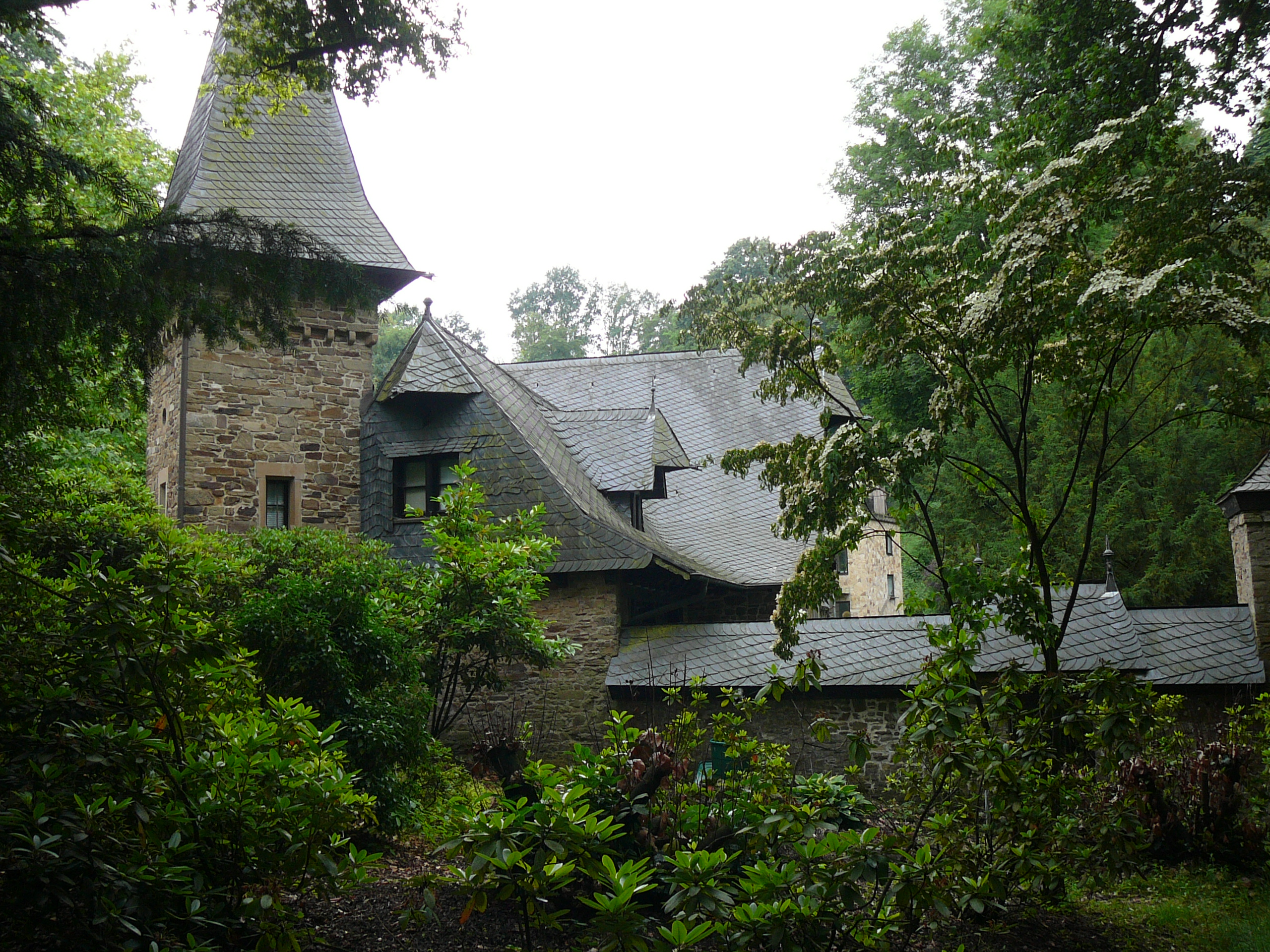
Schloss Caspersbroich (2009)

Die Schwertschmiede erhielten 1472 Privilegien. Im gleichen Jahr wurde Schloss Caspersbroich erbaut. Die Stadt Solingen wurde 1492 von einem Stadtbrand heimgesucht.

## Neuzeit

### Frühe Neuzeit

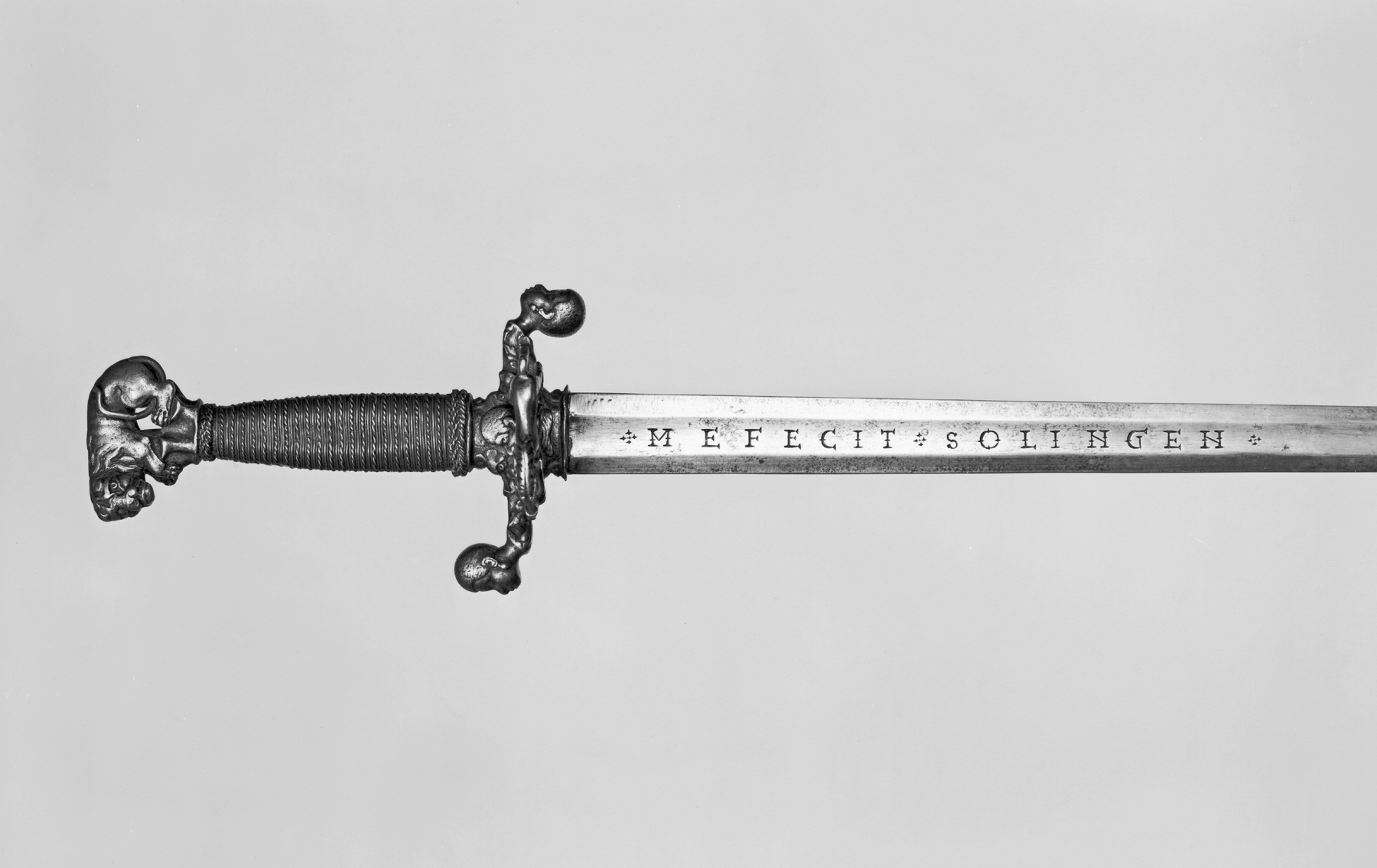
Zierschwert (ca. 1650) von Meves Berns mit der Inschrift Me fecit Solingen

1515 wurde das Schleiferprivileg von 1401 erneuert. Noch im selben Jahr wurde mit dem Bau der Stadtwindmühle auf dem nach ihr benannten Mühlenplatz begonnen, der 1516 beendet wurde. 1530 druckte Johannes Soter in der Papiermühle am Ufer der Wupper erstmals Bücher. 1535 brach ein weiterer großer Stadtbrand aus.
Nachdem bereits 1560 das Solinger Stadtprivileg erneuert worden war, erhielten auch die Messermacher 1571 Privilegien. Ihnen wurde des Weiteren vorgeschrieben, ihre Produkte als aus Solingen stammend erkenntlich zu machen, so etwa mit der Inschrift Me Fecit Solingen (lat. = Solingen machte mich). Im selben Jahr bekam Solingen auch die Berechtigung, Wegzoll zu verlangen. Durch einen weiteren Stadtbrand 1581 wurde die Stadt fast vollständig zerstört. Sieben Jahre später überfielen spanische Truppen die Stadt. Die städtischen Privilegien wurden 1596 von Herzog Johann Wilhelm erneut bestätigt. Nachdem von 1614 bis 1619 in Solingen die Pest gewütet hatte – rund 1800 Einwohner starben –, wurde die Stadt zwischen 1618 und 1648 im Dreißigjährigen Krieg mehrfach besetzt und geplündert, wobei Schloss Burg weitgehend zerstört wurde. 1665 trat die Pest auch in Gräfrath auf. Im darauf folgenden Jahr wurde Solingen von einer Roten Ruhr-Epidemie heimgesucht. 1686 und 1698 brannte auch Gräfrath.
Ab 1715 durften die Solinger Schmiede Reckhammerstahl beziehen und mussten somit ihren Stahl nicht mehr selber schmieden. Trotzdem wanderten einige Handwerker 1730 ins Elsass aus und begründeten die Klingenthaler Eisenindustrie. Zwischen 1756 und 1763 zogen wiederholt Truppen durch die Stadt, aber auch durch den Siebenjährigen Krieg bedingt, wurde das Wirtschaftsleben zu dieser Zeit empfindlich gestört. Im Jahre 1740 erhält Gräfrath infolge der verheerenden Brände in der Vergangenheit erstmals eine Feuerwehr.

### Industrialisierung

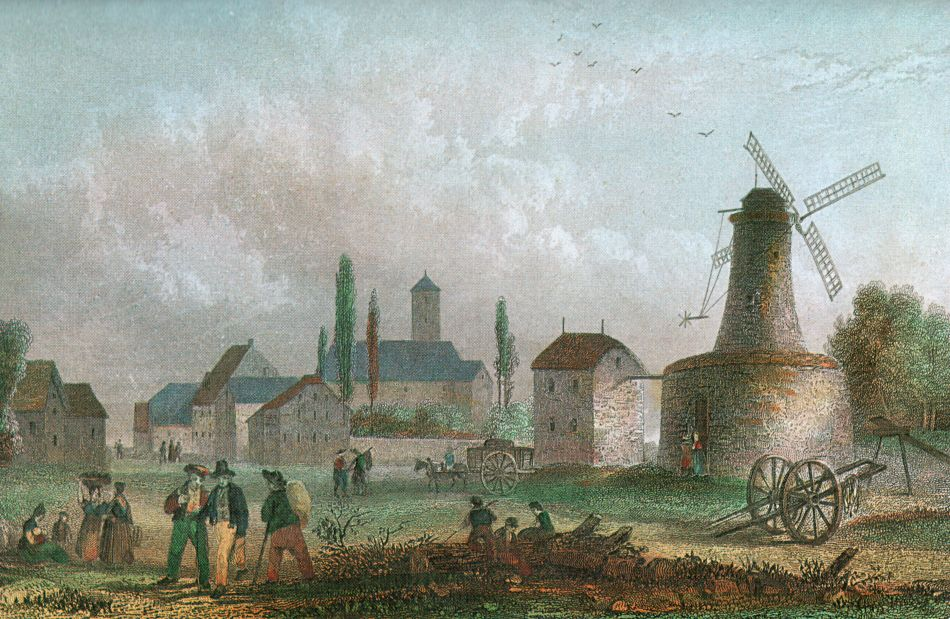
Turmwindmühle und Mühlenplatz in Solingen, Stahlstich von Henry Winkles nach einer Zeichnung von Theodor Verhas, um 1840

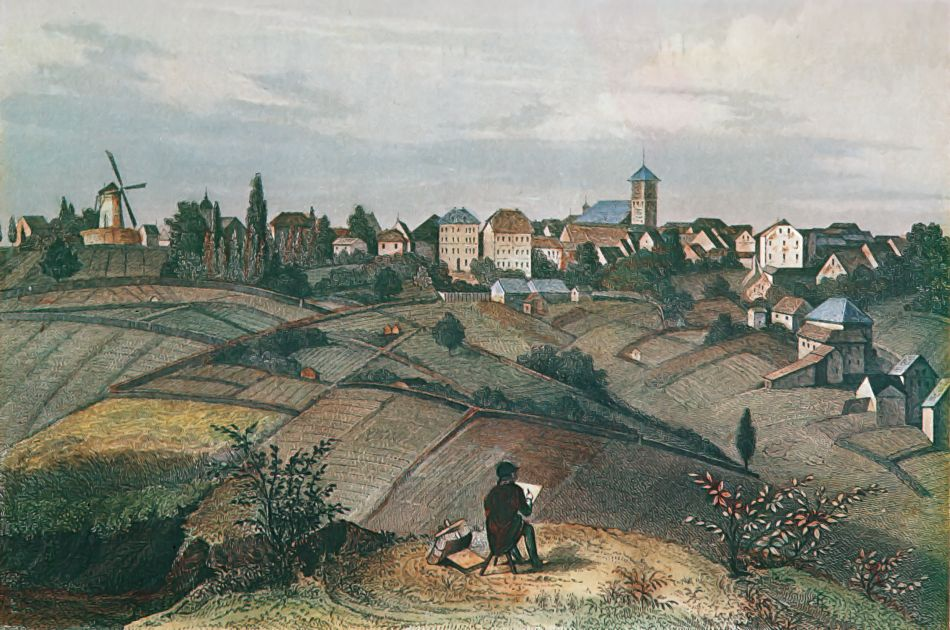
Ansicht von Solingen im Jahre 1840

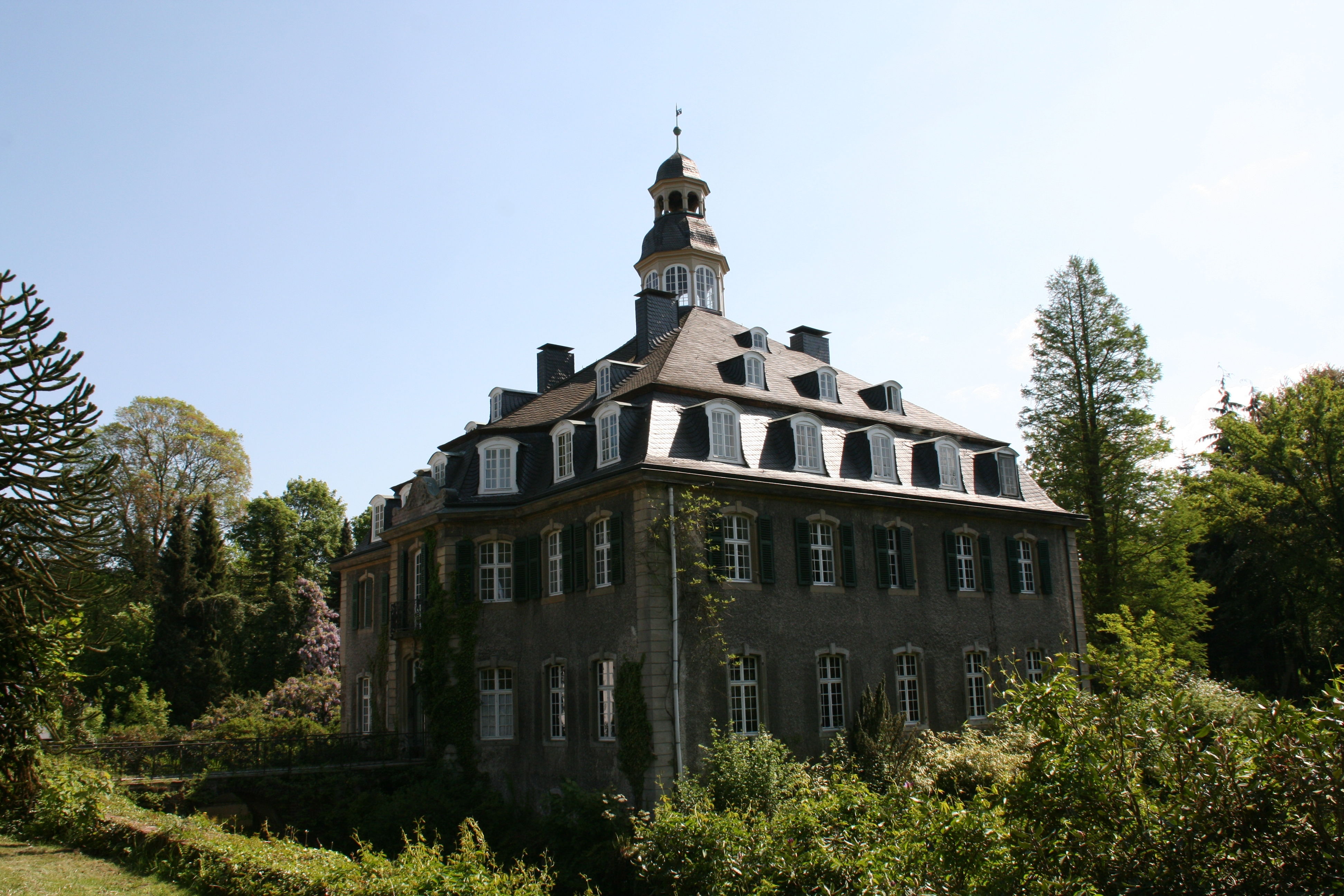
Schloss Hackhausen (2012)

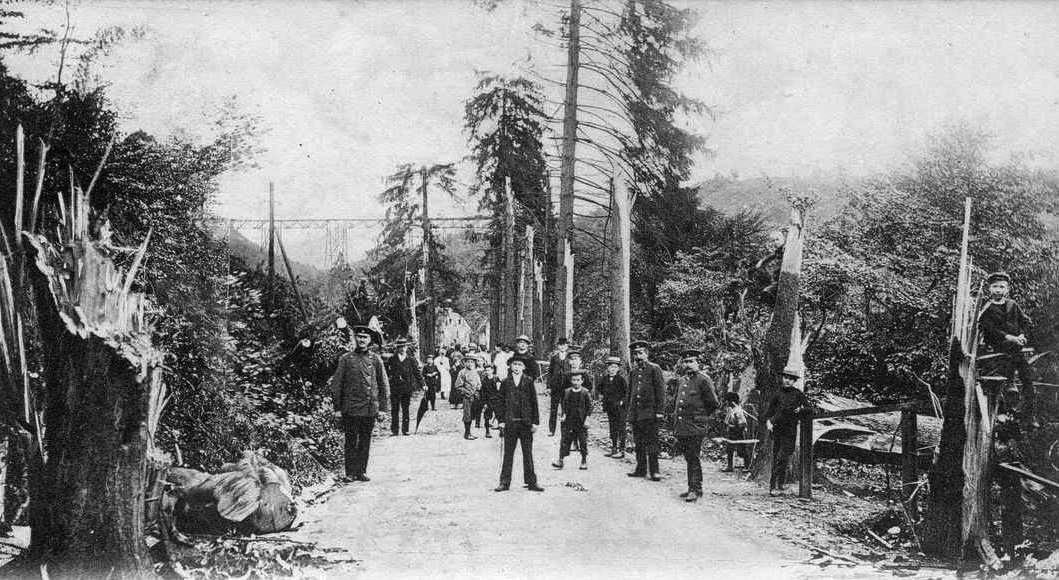
Sturmschäden in Müngsten im Jahre 1906

1794 erhielten auch die Scherenmacher Privilegien. Der Einzug der Franzosen 1795 hatte Plünderungen und Misshandlungen zur Folge; im Jahr darauf heiratete einer der Besatzer, der französische General Nicolas Jean-de-Dieu Soult, die Solinger Kaufmannstochter Louise Johanna Elisabeth Berg. 1801 wurde der Meigener Männergesangsverein gegründet, der somit der älteste noch bestehende Männergesangsverein in Deutschland ist. Dem Reichsdeputationshauptschluss fielen auch das Kloster Gräfrath und die Johanniterkommende in Solingen zum Opfer, die 1803 aufgehoben wurden. Im Jahre 1804 wurde der Evangelische Friedhof Kasinostraße eröffnet, auf dem seither zahlreiche bedeutende Unternehmerfamilien und Persönlichkeiten der Solinger Stadtgeschichte begraben wurden. 1807 wurden die vier Stadttore niedergelegt. 1808 wurde von Napoleon das Amt Solingen aufgelöst. Solingen bildete nun eine Mairie nach französischem Vorbild und gehörte zum Kanton Solingen im Arrondissement Elberfeld des Départements Rhein. Alle privilegierten Bruderschaften wurden 1809 aufgelöst. Im selben Jahr erschien die erste Solinger Zeitung, der Verkündiger (heute Solinger Tageblatt).
Experimente von Johann Abraham Gottlieb Fries, Johann Wilhelm Thomas, Peter Kaymer und Andreas Küller von 1811 waren erfolgreich und es gelang ihnen somit die Herstellung eines Tiegelgussstahls, der dem britischen Guss-Stahl gleichwertig war. Ihr Verfahren meldeten sie zum Patent an und gründeten die Walder Gussstahlerfindungsgesellschaft sowie die Firma Andreas Küller & Co. in der Bech. Die Firma Krupp in Essen kaufte später die Aufzeichnungen des Wundarztes Fries. 1813 bzw. 1815 fiel das Bergische Land an Preußen, infolgedessen wurde Solingen zur Kreisstadt des neuen Kreises Solingen erhoben. Aus der Mairie Solingen der Franzosenzeit wurde die preußische Bürgermeisterei Solingen.
Der Augenarzt Friedrich Hermann de Leuw eröffnete 1823 in Gräfrath eine Praxis für Augenheilkunde, woraufhin ein reger Kurbetrieb entstand, der allerdings schon 1861 mit dem Tod de Leuws endete. Infolge der Revolutionsunruhen von 1848 wurden in Solingen sowie in Burg an der Wupper zahlreiche Fabriken zerstört. 1849 beteiligten sich Solinger Arbeiter an Barrikadenkämpfen und an der Erstürmung des Gräfrather Zeughauses. Die erste Dampfmaschine in Solingen wurde 1853 errichtet.
Nach der preußischen Städteordnung erhielten 1856 die Städte Burg, Dorp, Gräfrath, Höhscheid, Merscheid, Solingen und Wald die Stadtrechte. Am 19. Oktober 1859 erstrahlten in Solingen erstmals insgesamt 89 Gaslaternen. 1863 wurde die Freiwillige Feuerwehr Solingen gegründet. Anschluss an das Eisenbahnnetz erhielt Solingen 1867 durch den Kopfbahnhof am Weyersberg und die Stadt Merscheid durch den Bahnhof in Ohligs. Im Jahre 1882 wurde in Solingen das erste Wasserwerk in der Grunenburg errichtet, 1887 der erste Telefonanschluss fertiggestellt. Nach dem Brand des Schloss Hackhausen 1887 wurde dieses noch im selben Jahr wieder aufgebaut. 1887 wurde mit dem Wiederaufbau von Schloss Burg begonnen, der sich bis 1914 hinzog. Im selben Jahr wurde die „Korkenzieherbahn“ von Vohwinkel über Gräfrath nach Wald eröffnet. 1889 wurde die Stadt Dorp eingemeindet. Im darauf folgenden Jahr wurde die Korkenzieherbahn zwei Jahre nach ihrer Eröffnung bis Solingen verlängert. Ebenfalls 1890 erschien die Zeitung Bergische Arbeiterstimme erstmals. 1891 wurde die Stadt Merscheid in Ohligs umbenannt. Am 1. April 1896 wurde Solingen zur kreisfreien Stadt, war aber trotzdem noch Sitz des gleichnamigen Kreises. Erst 1914 wurde der Sitz unter Landrat Adolf Lucas nach Opladen verlegt.

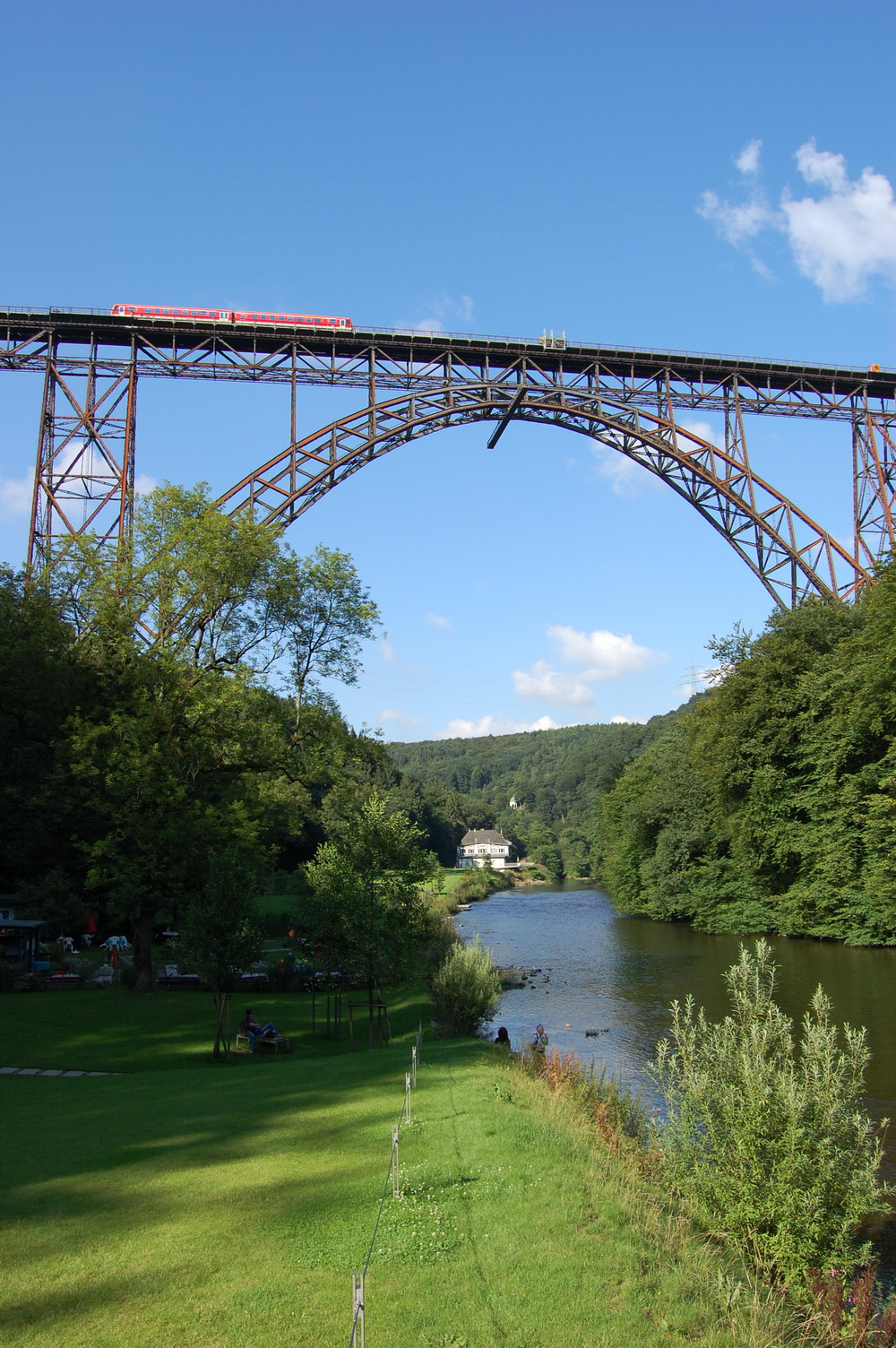
Die Müngstener Brücke (2008)

1896 wurde August Dicke, bis dahin Beigeordneter der Stadt Elberfeld, zum Oberbürgermeister von Solingen gewählt und hatte in der Folge das Amt bis 1928 inne. Er galt als „gemäßigt liberal“ und genoss in der Stadt so viel Anerkennung und Respekt, dass er trotz der nun folgenden schwierigen und turbulenten politischen Ereignisse mehrfach wiedergewählt wurde, mitten während der revolutionären Ereignisse im Jahr 1920 sogar einstimmig. Obwohl als Oberbürgermeister Staatsbeamter, gelang es ihm aufgrund guter persönlicher Kontakte auch zu den linken Politikern und seiner Überzeugungskraft immer wieder ausgleichend zu wirken, was als „System Dicke“ bekannt wurde.:45
Um die Jahrhundertwende entstanden viele Bauwerke, die das Solinger Stadtbild noch heute prägen. So erhielt die Stadt Wald 1892 ihr neues Rathaus, während in Solingen im selben Jahr der Bau der St.-Clemens-Kirche abgeschlossen wurde; benannt ist sie nach dem Schutzpatron der Stadt, dem Heiligen St.-Clemens. 1896 wurde das erste Solinger Elektrizitätswerk am Kirschberger Kotten bei Müngsten in Betrieb genommen. Die Einweihung der Müngstener Brücke (damals noch Kaiser-Wilhelm-Brücke genannt) am 15. Juli 1897 wurde als technische Meisterleistung gefeiert. Auf 465 Metern verbindet die Stahlkonstruktion mit einer Höhe von 107 Metern über der Wupper die Städte Remscheid und Solingen. Ebenfalls 1897 wurden die ersten Straßenbahnlinien in Solingen eingeführt, die nach und nach die Pferdekutschen aus dem Stadtbild verbannten. Solingens erste und einzige Trinkwassertalsperre, die Sengbachtalsperre, wurde als eine der ersten ihrer Art in Deutschland nach Plänen Otto Intzes von 1900 bis 1903 südwestlich von Burg errichtet. Es folgten der Bau der Lutherkirche in der heutigen Südstadt (1901), das Gräfrather Rathaus (1908) sowie die Fürsorgeanstalt Halfeshof (1910), die heute das Jugendheim Halfeshof beherbergt. 1906 fielen Teile Solingens außerdem einem schweren Wirbelsturm zum Opfer.

### Erster Weltkrieg
Der kontinuierliche Aufschwung der Solinger Wirtschaft seit der Industrialisierung nahm mit Beginn des Ersten Weltkriegs im Jahre 1914 ein jähes Ende. Am 31. Juli informierte man die Bevölkerung in Solingen über die Kriegserklärung von Österreich-Ungarn gegen Serbien. Panik brach aus, die Menschen hoben ihr Geld von den Banken ab und deckten sich mit Lebensmitteln ein. Die Folge dieser Hamsterkäufe waren Wucherpreise selbst für die einfachsten Produkte (wie etwa Brot). Die eigens zur Kriegsberichterstattung eingeführte Solinger Kriegs-Zeitung machte sich, einmal pro Woche erscheinend, zur Chronik der Ereignisse.
In dieser Zeit standen die Solinger Sozialdemokraten in Opposition zur Politik der Reichspartei und den Gewerkschaften, die mit der Kaiserlichen Kriegsverwaltung zusammenarbeitete; im April 1917 wechselte deshalb fast die gesamte Partei zur Unabhängigen Sozialdemokratische Partei Deutschlands (USPD).:15 Die Industrie in der Stadt erhielt den Auftrag, diverse Kriegsgegenstände zu produzieren. Darunter befanden sich vor allem Ausrüstungsgegenstände für die Soldaten, aber auch Zünder und Granaten. Wenig später nahmen die in den Stadtteilen eingerichteten Kriegshospitale ihre ersten Verwundeten auf. 1915 gründete der Kreis Solingen die sogenannte Bismarckstiftung für Kriegsbeschädigte. Im selben Jahr wurden die ersten Lebensmittelkarten eingeführt, 1916 folgten auch Heiz- und Brennstoffkarten. In der Folgezeit wurden die Lebensmittel in Solingen trotz dieser Bemühungen immer knapper, so dass der Bedarf nicht mehr gedeckt werden konnte und man die Bevölkerung 1917 sogar aufforderte, jede denkbare Fläche zum Anbau von Lebensmitteln zu nutzen.
Kurz vor Ende des Krieges kam es im November 1918 zu revolutionären Umbrüchen in Solingen. Der Bezirkskommandeur gab seine Militärgewalt an den Arbeiter- und Soldatenrat (AuSRat) ab, der von nun an das Sagen hatte. Am 14. Dezember, etwa einen Monat nach der Kapitulation des Deutschen Reiches, marschierten die ersten alliierten Truppen in der Stadt ein; Solingen wurde Teil der britischen Besatzungszone. Der AuSRat wurde aufgelöst und seine Mitglieder mussten aus Solingen fliehen.:30f.
Mit dem Versailler Vertrag vom 28. Juni 1919 durften keine blanken Waffen mehr produziert werden.

### Zwischenkriegszeit

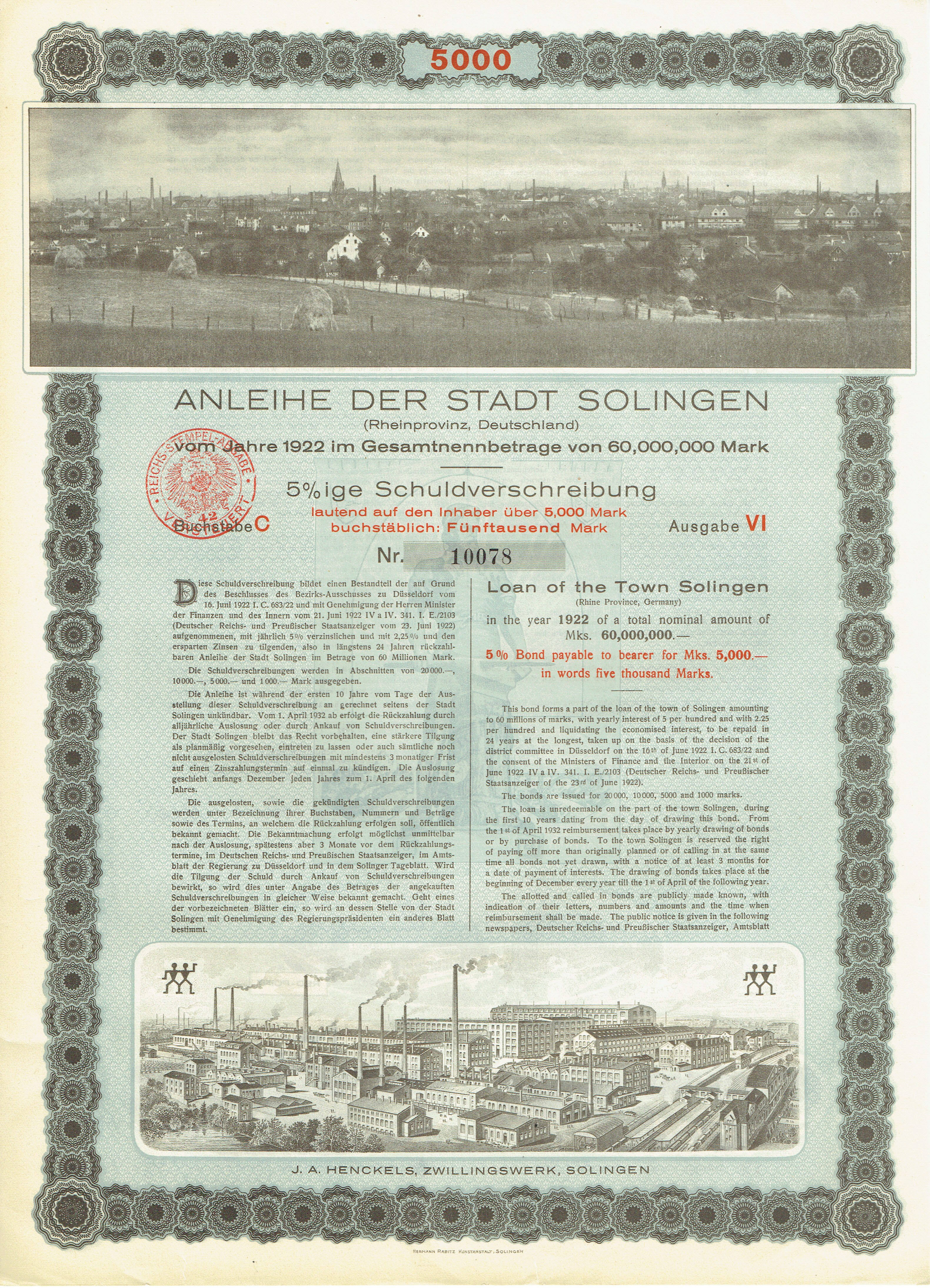
Anleihe über 5000 Mark der Stadt Solingen vom 1. Juli 1922

Anfang der 1920er Jahre entstanden in der Stadt viele Denkmäler für die Opfer des Ersten Weltkriegs; mehrere Solinger Sportvereine würdigten ihre gefallenen Mitglieder mit Gedenktafeln. Zudem gab es Gottesdienste zum Kriegsgedächtnis sowie andere, zum Teil von den Alliierten organisierte Sühneaktionen.
In den folgenden Jahren entwickelte sich die Stadt zum „roten Solingen“, die KPD war die stärkste Partei, die bei Wahlen doppelt bis viermal so viele Stimmen erhielt wie die SPD; damit war Solingen eine politische Ausnahme unter allen deutschen Großstädten. Die NSDAP hingegen erhielt in der Regel weniger Stimmen als im Reichsdurchschnitt, die bürgerlichen Parteien allerdings auch.:37f.
Am 26. November 1920 fiel Schloss Burg einem Brand zum Opfer; Teile der Burg wurden dabei vollständig zerstört. Ihr Wiederaufbau wurde im Jahre 1925 fertiggestellt. 1921 feierte die in der Ohligser Heide befindliche Erholungsanlage Engelsberger Hof Eröffnung. Das Walder Stadion, auch Jahnkampfbahn genannt, wurde 1928 eingeweiht.
Die Städte Gräfrath, Höhscheid, Ohligs, Solingen und Wald wurden am 1. August 1929 durch das Gesetz zur kommunalen Neuordnung zur Großstadt Solingen vereinigt. Zeitgleich wurde der Kreis Solingen kurzzeitig in Kreis Solingen-Lennep und schließlich 1931 in Rhein-Wupper-Kreis umbenannt. „Groß-Solingen“ hatte rund 140 000 Einwohner. 1925 war die Bevölkerung des Solinger Bezirks zu rund 68 Prozent protestantisch und zu rund 22 Prozent katholisch; neun Prozent der Bevölkerung waren religionslos. Damit nahm Solingen, so wie auch die anderen bergischen Orte und Städte – Remscheid und Wuppertal –, eine Sonderstellung in der ansonsten überwiegend katholisch geprägten Rheinprovinz ein.:15
Am 17. November 1929 fanden die ersten Kommunalwahlen nach der kommunalen Neuordnung statt, wonach die „Linke“ aus SPD, KPD und KPO eine Zwei-Drittel-Mehrheit gegenüber der „Bürgerlichen Wahlgemeinschaft“ erringen konnte, die SPD jedoch nur acht von 52 Sitzen (darunter zehn Frauen). Am 21. Januar 1930 wurde von dieser Linksmehrheit das KPD-Mitglied Hermann Weber zum Oberbürgermeister der Stadt gewählt und wäre somit als erster Kommunist OB einer deutschen Großstadt geworden; dieser Vorgang erregte national sowie international erhebliches Aufsehen. Da Weber Kommunist war, sollte er eine vom SPD-geführten Preußischen Staatsministerium vorgelegte Loyalitätserklärung zur Staatsordnung unterschreiben, was er jedoch verweigerte. Daraufhin wurde seine Wahl nicht bestätigt, das Wahlergebnis aufgehoben und stattdessen der Sozialdemokrat Josef Brisch als kommissarischer Verwaltungschef eingesetzt; darauf hatte die SPD-Fraktion im Stadtrat spekuliert, die nicht genügend Sitze hatte, um einen eigenen Kandidaten durchzubringen.:6 Zwei Monate später versuchte das Staatsministerium, Brisch offiziell wählen zu lassen, aber Weber erhielt erneut die Mehrheit. Auch diese zweite Wahl wurde annulliert und Brisch als Oberbürgermeister eingesetzt. Diese Ernennung wurde im Januar 1931 von der Preußischen Staatsregierung definitiv bestätigt und Brischs Amtszeit auf zwölf Jahre festgelegt. Bei seiner Amtseinführung warfen die Kommunisten aus Protest mit faulen Eiern.
Bei den Reichstagswahlen am 14. September 1930 erzielte die KPD in Solingen über 40, die NSDAP 16,3 Prozent, die bürgerlichen Parteien fast 15, die SPD rund elf und die katholische Zentrumspartei 8,5 Prozent.:6
Oberbürgermeister Brisch konnte die Stadt aufgrund einer desolaten Haushaltslage, steigender Arbeitslosenzahlen und fehlendem Rückhalt durch die Stadtverordnetensammlung nur mit Hilfe von Notverordnungen und rigorosen Sparmaßnahmen verwalten, wodurch die kommunale Selbstverwaltung weitgehend ausgehöhlt wurde. Die Arbeitslosigkeit verdoppelte sich nahezu zwischen 1. April 1930 und 1. April 1931 von rund 8000 auf rund 15.000 Erwerbslose, am 1. April 1932 waren es schon rund 23.000; rund 34.000 Solinger erhielten Wohlfahrtsunterstützung. Ebenso sprunghaft stieg die Obdachlosigkeit. Andererseits konnte der genossenschaftlich organisierte Spar- und Bauverein Solingen bis 1933 sein größtes Siedlungsprojekt, den Böckerhof, im ersten Bauabschnitt verwirklichen.:7
Die Verschuldung der Stadt wuchs im Jahre 1932 auf 42 Millionen Reichsmark, dem Haushaltsbudget von zwei Jahren. Oberbürgermeister Brisch geriet durch autoritäre Maßnahmen in Konflikt mit seiner eigenen Partei, der SPD. Zum endgültigen Bruch zwischen Brisch und der SPD kam es, weil der OB über die Köpfe der Stadtverordneten hinweg das Gebäude der August-Dicke-Schule, die 1928 als städtische weltliche Volksschule eingeweiht worden war, aus Finanznot an den Staat zur Errichtung eines Lyzeums verkaufte. Das war ein herber Schlag für die engagierte freie Schulbewegung, und die SPD strengte ein Parteiausschlussverfahren gegen Brisch an, das aber bis zur „Machtergreifung“ durch die Nationalsozialisten nicht abgeschlossen war.:8

#### Sonstige Ereignisse

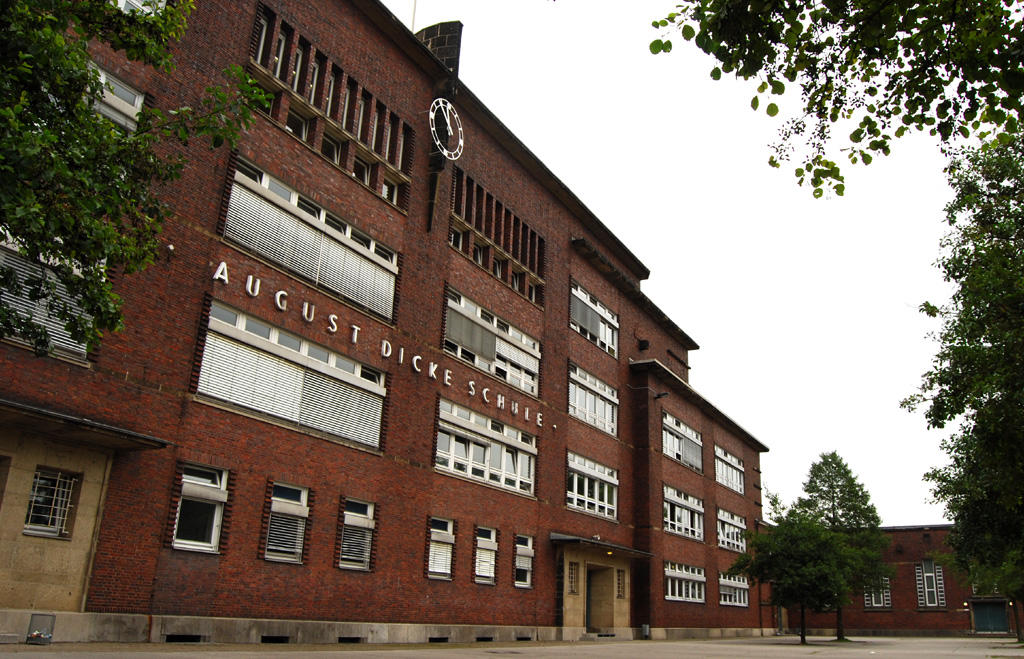
1928 wurde die August-Dicke-Schule eröffnet

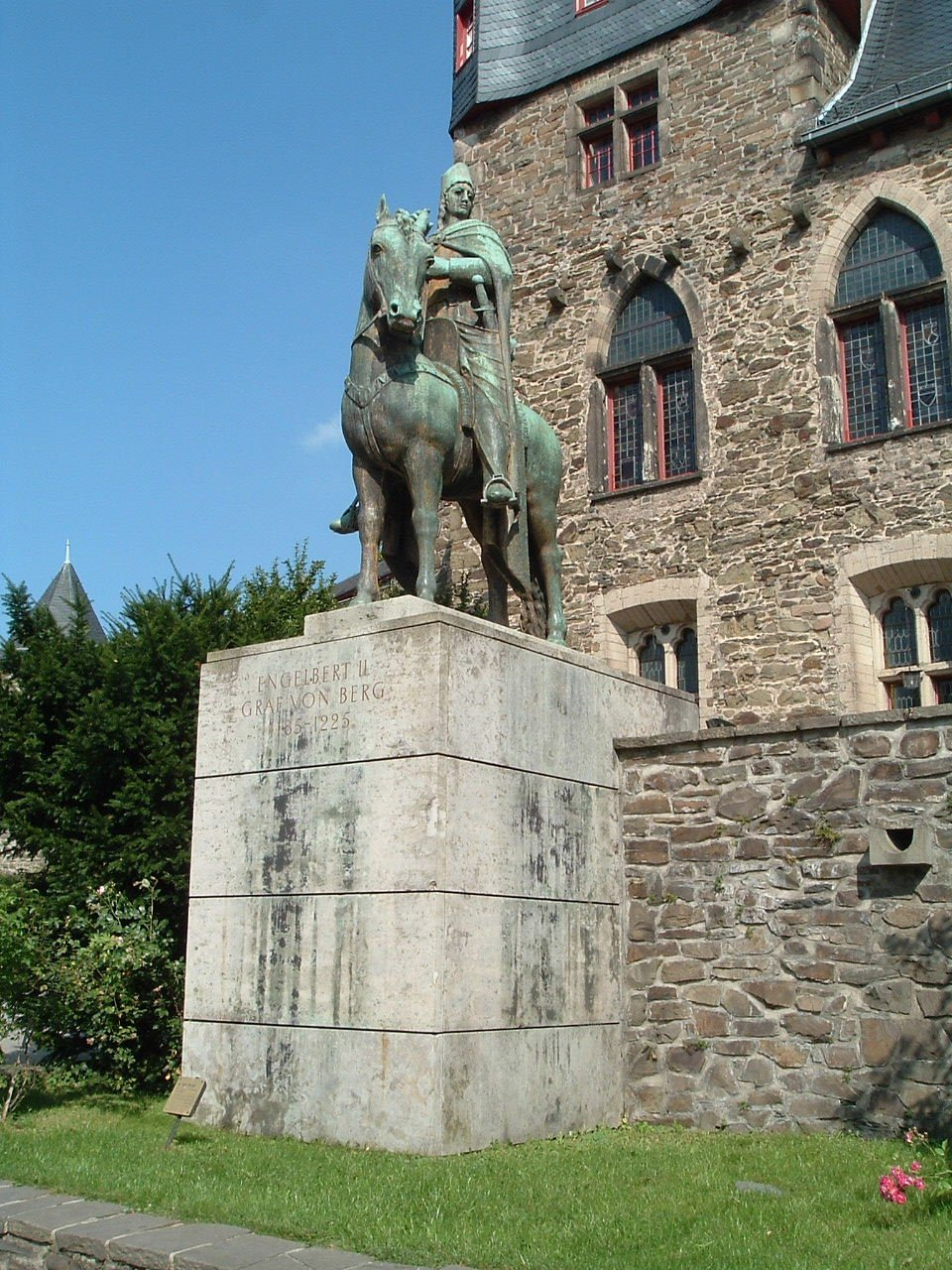
Das Engelbert-Denkmal wurde 1929 enthüllt

Am 11. Februar 1929 erlebt Solingen einen Kälterekord von minus 32 Grad. Am 18. August desselben Jahres demonstrierte der „Kampfausschuss gegen die Wupperverseuchung“ in Burg an der Wupper gegen die Verschmutzung des Flusses. Am 12. September 1929 überflog das Luftschiff Graf Zeppelin am frühen Morgen die Stadt; zahlreiche Solinger verfolgten das Schauspiel zumeist in Schlafanzügen und Morgenröcken auf Straßen und Dächern. Am 2. November 1929 wurde auf Schloss Burg feierlich das Engelbert-Denkmal enthüllt. 1930 wurde die bis heute bestehende August-Dicke-Schule eröffnet sowie der Verkehrsknotenpunkt Schlagbaum mit dem Bau neuer Schienenanlagen für die Straßenbahn ausgebaut.:5ff.

### Die Zeit des Nationalsozialismus
Nach der Machtübernahme der Nazis 1933 kam es Ende Februar/Anfang März zu ersten Verhaftungen von politischen Gegnern. Wenige Wochen zuvor war es in Ohligs zu blutigen Auseinandersetzungen zwischen Kommunisten und Nationalsozialisten gekommen. Die ersten sogenannten „Schutzhäftlinge“ wurden im Polizeigefängnis im Stadthaus, dem Gefängnis im Rathaus und im Amtsgericht Ohligs inhaftiert und später in andere Gefängnisse sowie in das KZ Brauweiler verlegt. Im Juli 1933 wurde in Wuppertal das KZ Kemna eingerichtet, in dem auch viele Solinger Misshandlungen, Folter sowie Tod erlitten. Die Bergische Arbeiterstimme der KPD und das Solinger Volksblatt der SPD wurden verboten.:9 Der Kommunist Emil Heyer starb am 9. April 1934 nach schweren Misshandlungen in Düsseldorfer Polizeihaft; im März sowie im Mai 1937 starben zwei weitere Solinger Kommunisten, während sie sich in Haft befanden.
Bei den Reichstagswahlen am 5. März 1933 erhielt die NSDAP 39,2, die KPD 35,9, die SPD 8,9 und das Zentrum 8,3 Prozent der Stimmen. Fünf Tage später wurde der SPD-Oberbürgermeister Brisch in seinem Amtszimmer verhaftet.:9 Bei den Kommunalwahlen am 12. März 1933 erhielt die NSDAP nur unwesentlich mehr Stimmen. Bei der ersten Sitzung des Stadtrates wurde NSDAP-Kreisleiter Helmut Otto mit den Stimmen der NSDAP bei Stimmenthaltung von SPD und Zentrum zum kommissarischen OB gewählt; die KPD-Vertreter waren inzwischen fast alle verhaftet. Bei einer Sitzung am 1. Mai wurde beschlossen, Adolf Hitler zum Ehrenbürger der Stadt zu machen. Bei einer neuerlichen Abstimmung im September wurde Otto einstimmig zum Oberbürgermeister gewählt, denn inzwischen waren auch die SPD-Vertreter „ausgeschieden“. 1937 wechselte Otto als Oberbürgermeister nach Düsseldorf, zu seinem Nachfolger wurde Rudolf Brückmann ernannt.:9ff,
Um die Arbeitslosenstatistik zu schönen, wurden Solinger zunehmend zu „Notstandsarbeiten“ herangezogen; die Zahl der Erwerbslosen sank zwar offiziell, die der Wohlfahrtsempfänger blieb jedoch in etwa gleich.
Am 10. September 1933 verunglückte in Solingen ein Lastwagen, in dem Bochumer SA-Leute saßen, elf von ihnen starben und 25 wurden schwer verletzt. Hitler besuchte die verletzten Männer in den Städtischen Krankenanstalten; dies war das einzige Mal, dass er Solingen besuchte. In diesem Krankenhaus wurden ab 1935 an rund 1000 Solingerinnen und Solingern Zwangssterilisationen vorgenommen.:9
Von Juni 1934 bis März 1935 wurden mehr als 100 Solinger Kommunisten wegen Widerstands gegen das NS-Regime angeklagt. In insgesamt drei Prozessen im Jahre 1934 und 1935 standen rund 80 Solingerinnen und Solinger wegen „Hochverrats“ vor Gericht; die Mehrheit von ihnen wurde zu Haftstrafen zwischen ein bis fünf Jahren verurteilt. 1937 erfolgten 17 weitere Verurteilungen Solinger Widerstandskämpfer und 1938 die von Mitgliedern der Solinger KPO. Am 29. Oktober 1938 starb der Solinger Kommunist Ernst Bertram im KZ Brandenburg angeblich an Tuberkulose, nachdem er 1935 zu 15 Jahren Haft verurteilt worden war.:9ff. (siehe auch: Liste von NS-Opfern aus Solingen)

#### Schicksal der Solinger Juden und „Zigeuner“
Zu Beginn der NS-Zeit lebten in Solingen 217 Glaubensjuden. Während der Novemberpogrome 1938 wurden die Synagoge, die jüdische Friedhofskapelle sowie jüdische Geschäfte und Wohnungen zerstört. Der jüdische Journalist Max Leven wurde am 10. November vor den Augen seiner Familie von dem SS-Mitglied Armin Ritter und dem Adjutanten des Kreisleiters Otto, Arthur Bolthausen, gequält und anschließend von Ritter mit einem Pistolenschuss regelrecht hingerichtet. Am selben Tag wurden mehr als 30 Juden in „Schutzhaft“ genommen, mehrere von ihnen begingen in den folgenden Wochen Selbstmord. Am 25. Februar 1939 berechnete die Stadtverwaltung der jüdischen Gemeinde 7633,48 Reichsmark für den Abriss der Synagoge.:14
Bei Kriegsbeginn waren nur noch 50 Juden in Solingen registriert. Am 26. Oktober 1941 wurden die ersten von ihnen in das Ghetto Litzmannstadt deportiert, von denen keiner überlebte (siehe auch Liste von NS-Opfern aus Solingen); am 19. Juli 1942 erfolgte eine weitere Deportationswelle von Juden aus dem Bergischen Land in das Ghetto Theresienstadt. Im September 1944 sollten sechs Frauen und zwei Männer, die in „privilegierter Mischehe“ lebten, nach Theresienstadt gebracht werden, zwei der Frauen konnten jedoch entkommen. Die anderen wurden am 9. Mai 1945 von der Roten Armee befreit. Mitorganisator der „Endlösung der Judenfrage“ war der in Solingen geborene Adolf Eichmann.:18
Die Solinger „Zigeuner“ lebten seit November 1936 in zwei städtischen Baracken für Wohnungslose. Am 3. März 1943 wurden diese Baracken von der Kriminalpolizei geräumt und 61 Menschen, darunter 27 Kinder, nach Auschwitz deportiert. Mindestens 50 von ihnen starben dort; nur sieben Männer erlebten das Kriegsende.:19

#### Sonstige Ereignisse

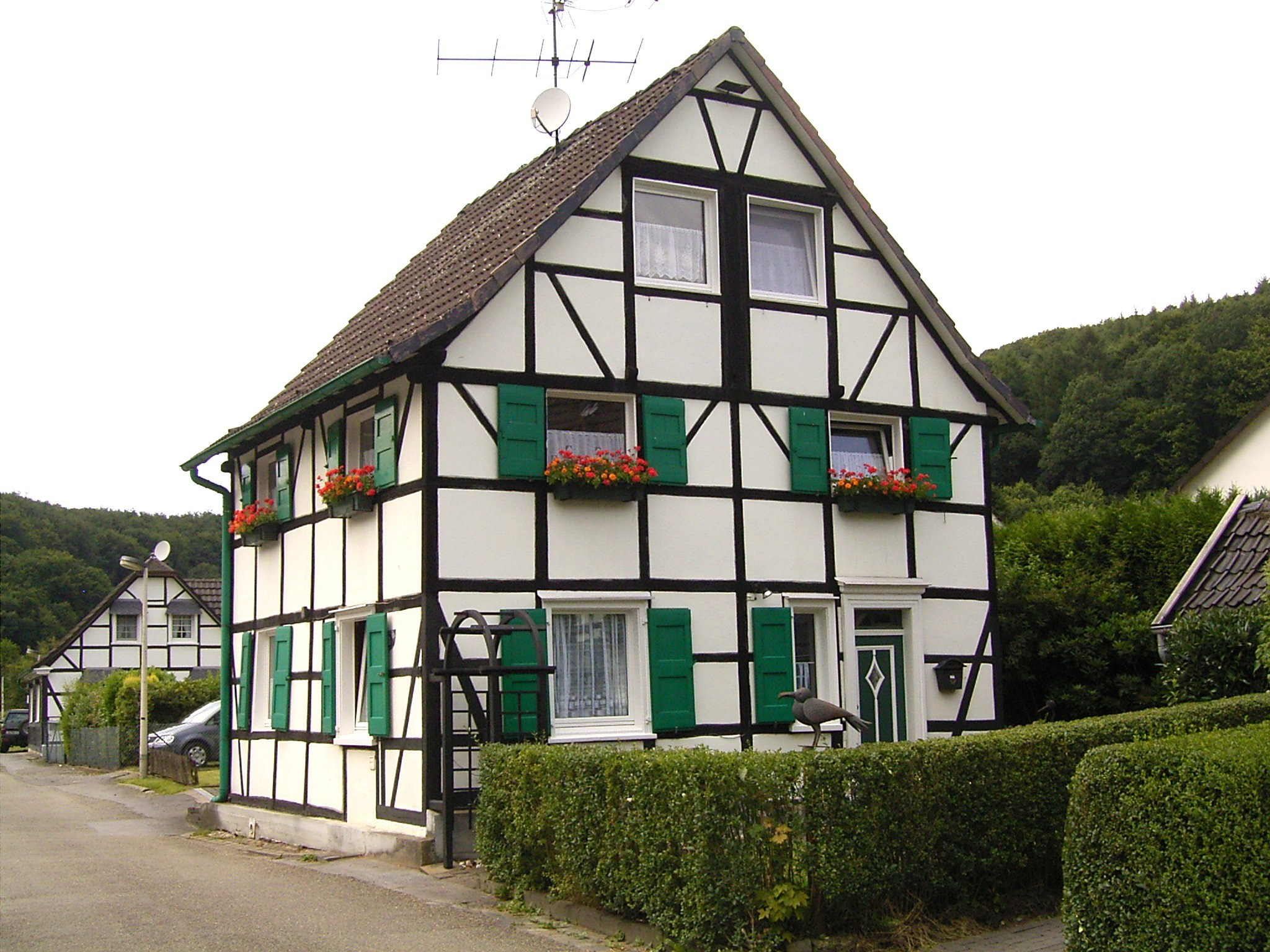
Haus im „Musterdorf“ Rüden (2008)

Das von Arbeitersportlern errichtete Freibad am Kesselsweiher in Aufderhöhe, auch „Rotes Meer“ genannt, wurde 1933 von NS-Organisationen übernommen und in „Horst-Wessel-Bad“ umbenannt. Wegen der schlechten Wirtschaftslage wurde vom 29. Juli bis 3. August 1934 die Solinger Stahlwarenwoche mit Tagungen und drei Ausstellungen veranstaltet, um den Kontakt zwischen Herstellern und Kunden zu verstärken. Am 19. Mai 1935 wurde der Klingenpfad, ein Wanderweg rund um Solingen, eingeweiht. 1935 wurde die Solingerin Christel Rupke deutsche Meisterin im Schwimmen. Am 1. Oktober 1935 schlossen sich die Orchester von Solingen und Remscheid zum „Bergischen Landesorchester Solingen-Remscheid“ zusammen. Am 21. Mai 1936 eröffnete Joseph Goebbels die neue Reichsautobahn Köln-Düsseldorf (heute A3), die in Höhe der Ohligser Heide über Solinger Stadtgebiet führt.:9ff.
Im Juli 1937 wurde der Solinger Ortsteil Rüden als eins von zwölf „Musterdörfern“ im Reich ausgezeichnet. Das im Volksmund noch heute sogenannte „Dreieck“ erhielt im Oktober 1937 den Namen Graf-Wilhelm-Platz. Ebenfalls 1937 zogen zahlreiche städtische Dienststellen in das „WKC-Gebäude“, das ehemalige Verwaltungsgebäude der Firma Patria WKC in der Solinger Innenstadt. Im selben Jahr erhielt die Stadt ihr erstes hauptamtlich geleitetes Stadtarchiv, das zunächst auch im WKC-Gebäude untergebracht war und 1941 aus Platzgründen in das Kloster Gräfrath verlagert wurde. Am 9. Oktober 1937 wurde der Cellist Ludwig Hoelscher mit dem Ehrenpreis der Stadt ausgezeichnet. Am 25. Juli 1938 wurde die Solingenverordnung zum Schutz von Schneidwaren aus Solingen erlassen. 1939 wurde am Weyersberg der erste in Solingen errichtete Bahnhof aus dem Jahre 1867 niedergelegt, da er als Güterbahnhof mit dem Konkurs des nahegelegenen Unternehmens Siegen-Solinger Gussstahl-Aktien-Verein seine Bedeutung verloren hatte. Zum 1. Juni 1939 wurde das neue Städtische Orchester Solingen gegründet, die vorherige Zusammenarbeit mit Remscheid aufgekündigt. Die musikalische Leitung übernahm Werner Saam.:13ff.

### Zweiter Weltkrieg

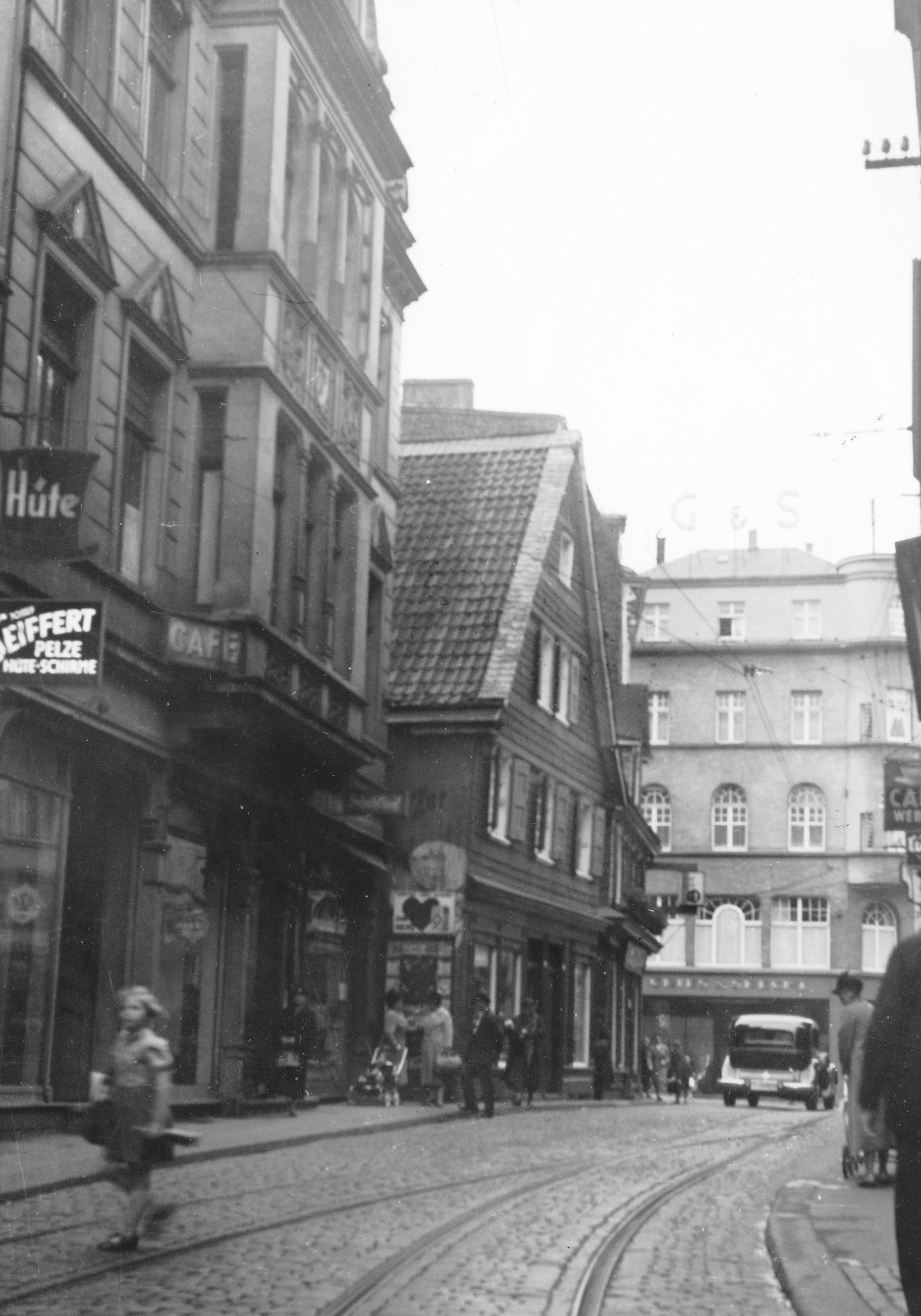
Die Untere Hauptstraße vor den Luftangriffen im Jahre 1944

Kriegsgräber für die Opfer der Fliegerangriffen vom 4. und 5. November 1944 auf dem Parkfriedhof Solingen

Im Zuge der Kriegsvorbereitungen wurde Solingen 1937 Standort eines Wehrmeldeamtes und eines Wehrbezirkskommandos der Wehrmacht. 1938 wurde mit dem Bau eines von insgesamt zwölf Bunkern im Stadtgebiet begonnen. Schon 1934 war die erste Verdunklungsübung mit der Solinger Bevölkerung erfolgt. Die Kriegsvorbereitungen bescherten der Solinger Wirtschaft eine neue Blüte: Am 30. Juni wurden 30 Arbeitslose in der Stadt gezählt. Mit Beginn des Krieges kamen Zwangsarbeiter nach Solingen, am 1. November 1944 waren rund 10.000 ausländische Arbeiter in der Stadt. Man schätzt, dass im Laufe des Krieges insgesamt rund 16 000 Ausländer in Solingen waren, mehr als die Hälfte von ihnen stammten aus der Sowjetunion.:13ff.
Am 5. Juni 1940 fielen im Zuge der Luftangriffe auf Solingen die ersten Bomben in der Stadt. Der erste Solinger Kriegstote durch einen britischen Luftangriff war am 12. Oktober 1940 in Merscheid zu beklagen. Vom März bis Juni 1943 kam es zu massiven Luftangriffen, die vor allem dem Ruhrgebiet galten, von denen aber auch Solingen betroffen war. Bei den größten Fliegerangriffen vom 4. und 5. November 1944 wurde fast die gesamte Innenstadt zerstört. Am 4. November warfen 170 britische Flieger innerhalb von 18 Minuten ihre Bomben über Solingen ab. Am Tag darauf griffen 165 britische Bomber erneut das Solinger Innenstadtgebiet mit Spreng- und Brandbomben an. Bei diesen Angriffen kamen neben rund 1700 Solingern auch 150 Zwangsarbeiter ums Leben. Am 16. Februar 1945 erfolgte ein gezielter Bombenangriff auf die Rüstungsfirma Rautenbach. Zu Ende des Zweiten Weltkriegs 1945 zählte Solingen über 5000 Tote.:19/20
Am 15. April trafen die ersten amerikanischen Soldaten in Oberburg ein, dem höher gelegenen Ortsteil von Burg an der Wupper. Der Kommandeur der deutschen Truppen in Unterburg ließ zwei Brücken über die Wupper sprengen sowie die Straßen zwischen beiden Ortsteilen zerstören, um deren Vormarsch zu verhindern. Am 14. April besetzten Antifaschisten das Rathaus in Solingen-Wald und gründeten die Antifaschistische Volksfront Solingen unter Führung von Paul Kaiser und Willi Dickhut, die nach dem Einzug der 94. US-Infanterie-Division mit Polizeiaufgaben betraut wurde. Am 17. April marschierten die US-amerikanischen Truppen kampflos in Solingen ein. Am 22. Mai 1945 wurde der von den Nationalsozialisten abgesetzte ehemalige Oberbürgermeister Josef Brisch von der Militärregierung wieder eingesetzt.:21
Insgesamt starben während des Zweiten Weltkrieges etwa 5000 Solingerinnen und Solinger.

#### Sonstige Ereignisse
Besonders in den ersten Jahren des Zweiten Weltkrieges fanden in Solingen zahlreiche Kultur- und Unterhaltungsveranstaltungen statt. So gastierte am 30. Januar 1941 das Quartetto di Roma in Solingen, am 27. Februar der italienische Cellist Enrico Mainardi, am 9. März der deutsche Pianist Erik Then-Bergh und am 20. April der Kammersänger Peter Anders. Am 31. Juli 1941 trat die Hochseiltruppe von Camilla Mayer vor 15 000 Zuschauern auf. Im September wurde das Solinger Theater nach zweijähriger Pause wieder eröffnet und im selben Monat die Singende, klingende Woche mit Schauspiel- und Musikaufführungen veranstaltet.:17ff.

### Nachkriegszeit

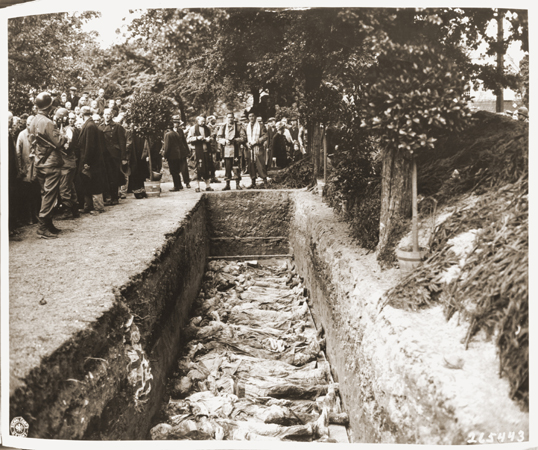
Beisetzung der 71 Opfer des Endphaseverbrechens am Wenzelnberg in Langenfeld vor dem Rathaus in Solingen-Ohligs

Nur vier Tage vor Kriegsende in Solingen, am 13. April 1945, wurden in der Schlucht am Wenzelnberg in Langenfeld, nahe der Stadtgrenze zu Solingen, im Rahmen eines Endphaseverbrechens 71 politische Gefangene, überwiegend aus dem Zuchthaus in Remscheid-Lüttringhausen stammend, mit Pistolenschüssen hingerichtet und in einem Massengrab verscharrt. Am 17. April, noch am Tag des Einmarsches der US-amerikanischen Truppen, wurde das Massengrab nach Hinweisen aus der Bevölkerung entdeckt. 40 namentlich bekannte NSDAP-Mitglieder mussten die 71 Toten wieder ausgraben, die am 1. Mai vor dem Rathaus in Solingen-Ohligs beerdigt wurden. 3000 Menschen nahmen nach ausdrücklicher Aufforderung an der Trauerfeier teil.

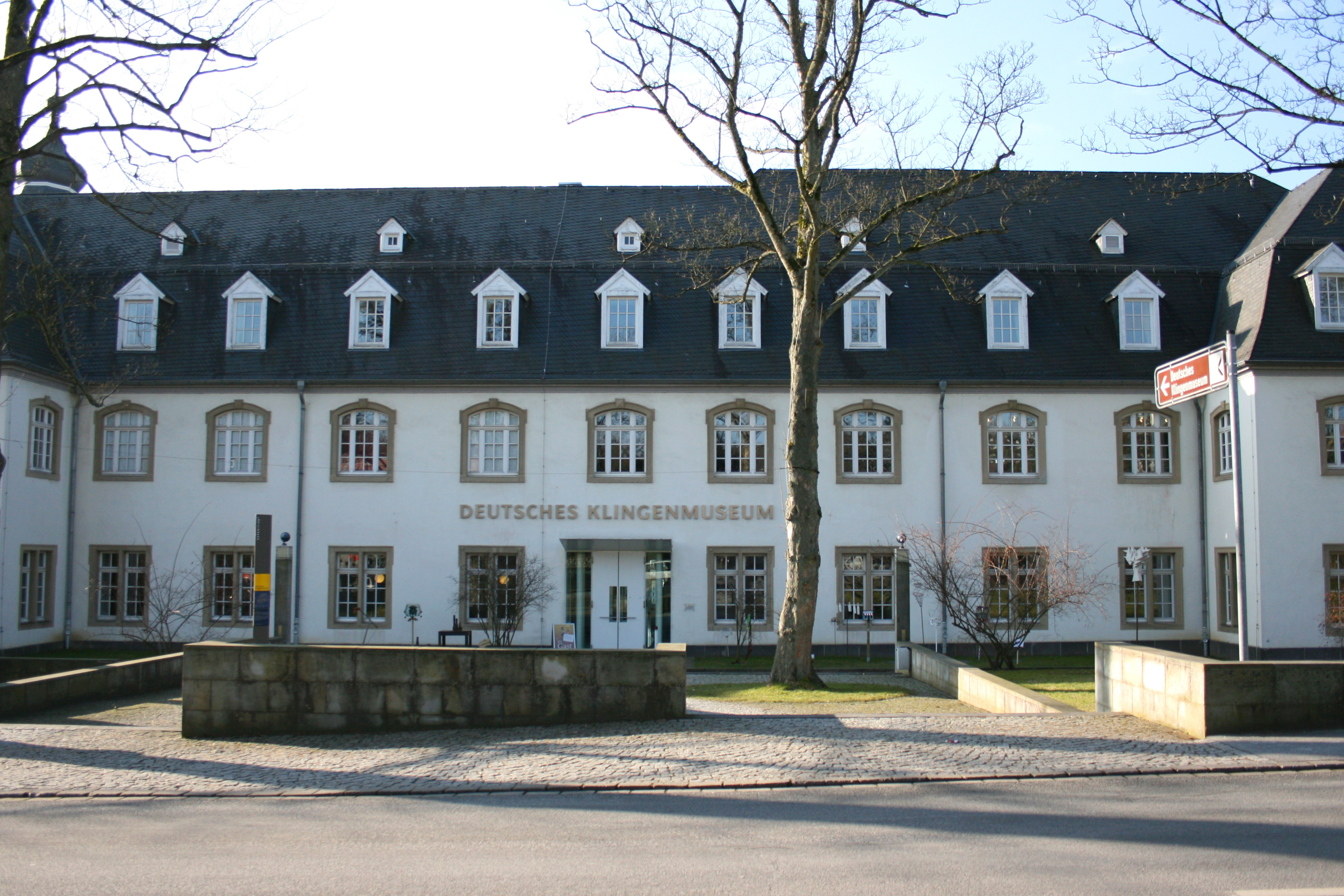
Das Deutsche Klingenmuseum im ehemaligen Kloster Gräfrath (2009)

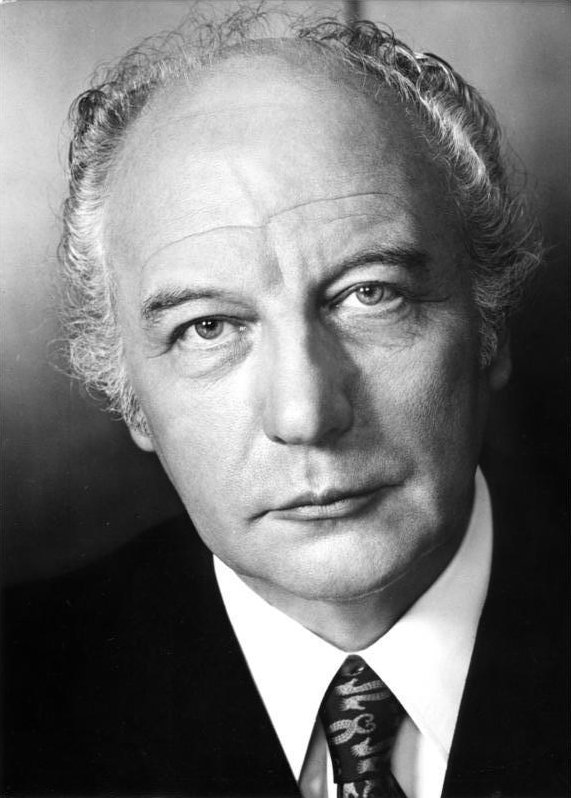
Der Solinger Walter Scheel wurde 1974 Bundespräsident.

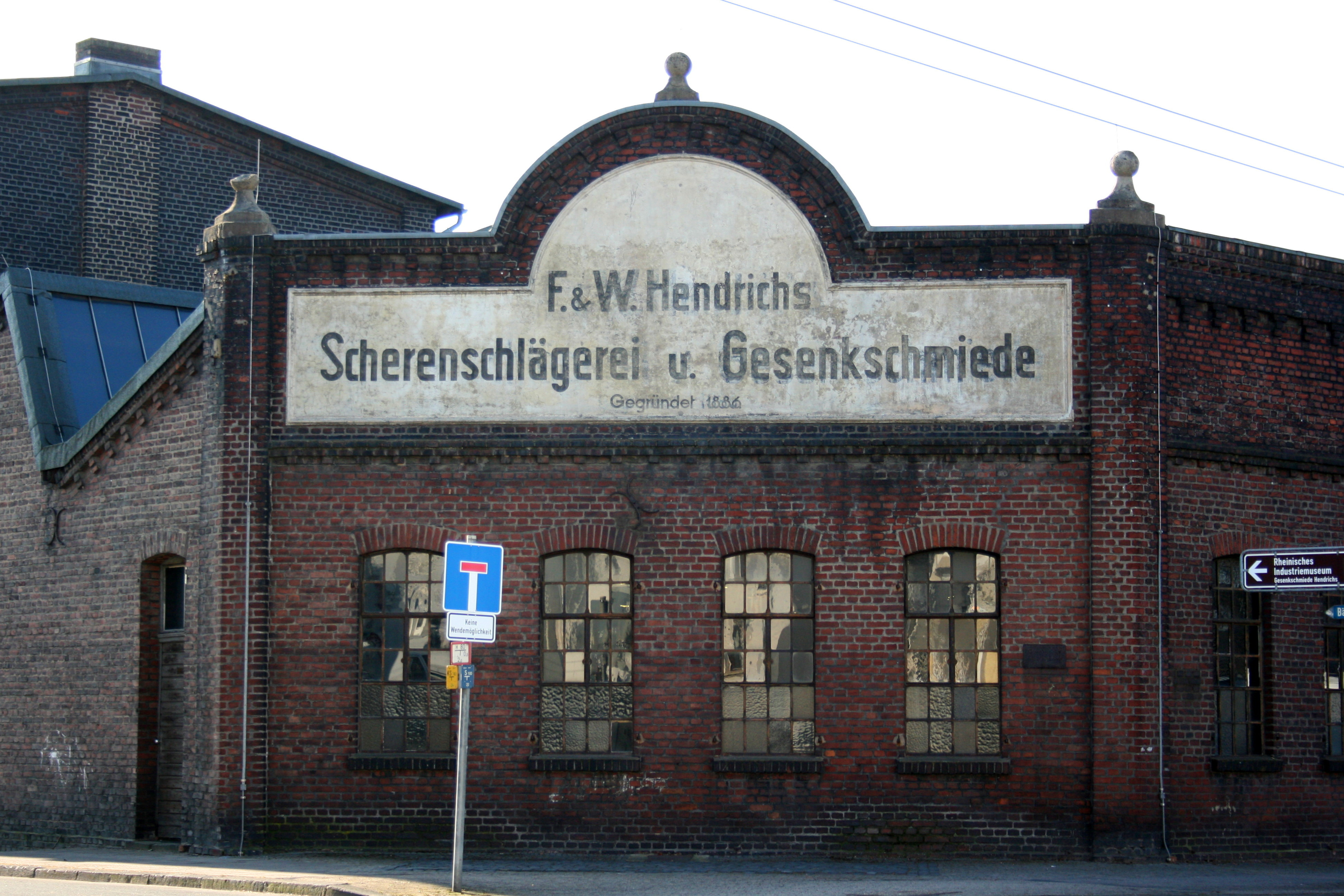
1986 wurde die Gesenkschmiede Henrichs zum Museum

Ab Mitte September 1945 ließ die britische Militärregierung die Bildung politischer Parteien zu. Am 22. September konstituierte sich die SPD, am 7. Oktober die KPD, am 18. November die CDU, und am 4. Dezember schlossen sich mehrere örtlichen Gruppen, darunter eine aus Solingen, in Düsseldorf zur FDP zusammen.

## Zeitabschnitt nach 1946
Aufgrund des heißen Sommers des Jahres 1947 kam es zu erheblichen Problemen in der Wasserversorgung der Bevölkerung, in deren Folge das verbliebene Wasser der Sengbachtalsperre rationiert werden musste. Die Trümmer der Innenstadt waren 1950 weggeräumt. Die Straßenbahn wurde ab 1952 auf dem ersten Abschnitt zwischen Graf-Wilhelm-Platz und Bahnhof Ohligs durch einen Oberleitungsbus ersetzt. 1954 wurde das Deutsche Klingenmuseum im ehemaligen Gräfrather Rathaus eingeweiht; 1991 zog es allerdings in die Gebäude des ehemaligen Klosters Gräfrath um. Ebenfalls 1954 wurden die Straßen-Weltmeisterschaften im Radsport auf dem Solinger Klingenring ausgetragen, die durch nicht enden wollenden Regen stark beeinträchtigt waren: Die Zuschauer versanken im Schlamm, die Tribünen drohten zusammenzubrechen. Im Jahre 1957 schloss Solingen mit der niederländischen Stadt Gouda seine erste Städtepartnerschaft. Im November 1959 fuhr die letzte Solinger Straßenbahn nach Burg; alle Straßenbahnlinien wurden bis dahin auf Oberleitungsbusverkehr umgestellt.
Anfang der 1960er Jahre folgten weitere Städtepartnerschaften mit Chalon-sur-Saône in Frankreich (1960) und mit Blyth in Großbritannien (1962).
Von 1960 bis 1963 entstand an der Konrad-Adenauer-Straße in der Stadtmitte das Theater- und Konzerthaus als zentraler kultureller Veranstaltungsort. Das Müllheizkraftwerk am Mangenberg wurde 1969 fertiggestellt und in Betrieb genommen. Mit der Eröffnung des 1. Zöppkesmarktes wurde 1969 eine neue Tradition begründet.
1973 wurde die Klingenhalle, ein Schwimmbad in der Solinger Innenstadt, eröffnet. Der spätere Solinger Ehrenbürger Walter Scheel wurde 1974 Bundespräsident. Am 1. Januar 1975 fand die kommunale Neugliederung in Nordrhein-Westfalen statt. Mit dem sogenannten Düsseldorf-Gesetz wurden Burg an der Wupper mit Höhrath und Strohn in die Stadt Solingen eingemeindet. Höhrath gehörte bis dato zur Stadt Wermelskirchen, während die Stadt Burg ihre Eigenständigkeit verlor. Der Rhein-Wupper-Kreis wurde aufgelöst. Das Solinger Umland gehörte nunmehr, mit Ausnahme der kreisfreien Städte, zum Kreis Mettmann im Norden und Westen sowie zum Rheinisch-Bergischen Kreis im Süden. 1978 erfolgte zum ersten Mal die Verleihung des Solinger Ehrenpreises, der Schärfsten Klinge. Als Teilstück der ehemals geplanten Autobahn 54 entstand die sogenannte Viehbachtalstraße entlang das Baches Viehbach im Jahre 1979 und stellte damit eine direkte Schnellstraßenverbindung vom Schlagbaum in die Ohligser Heide her; Anschlüsse an das übrige Fernstraßennetz gab es jedoch keine. Die Planungen der Autobahn 54 wurden später aus Kostengründen verworfen.
Aus der Gesenkschmiede Hendrichs in Merscheid wurde 1986 das LVR-Industriemuseum (bis 2008 Rheinisches Industriemuseum), Außenstelle Solingen des Landschaftsverbands Rheinland. Die Deutsche Bahn stellte den Güterverkehr auf der Bahnstrecke zwischen dem Bahnhof Vohwinkel und dem Bahnhof Gräfrath (nördlicher Streckenteil der Korkenzieherbahn) 1989 endgültig ein.
Solingen schloss in den 1980er Jahren mit Jinotega in Nicaragua (1986) eine Städtefreundschaft sowie mit Ness Ziona in Israel (1986) eine Städtepartnerschaft.

### Zeit der Globalisierung

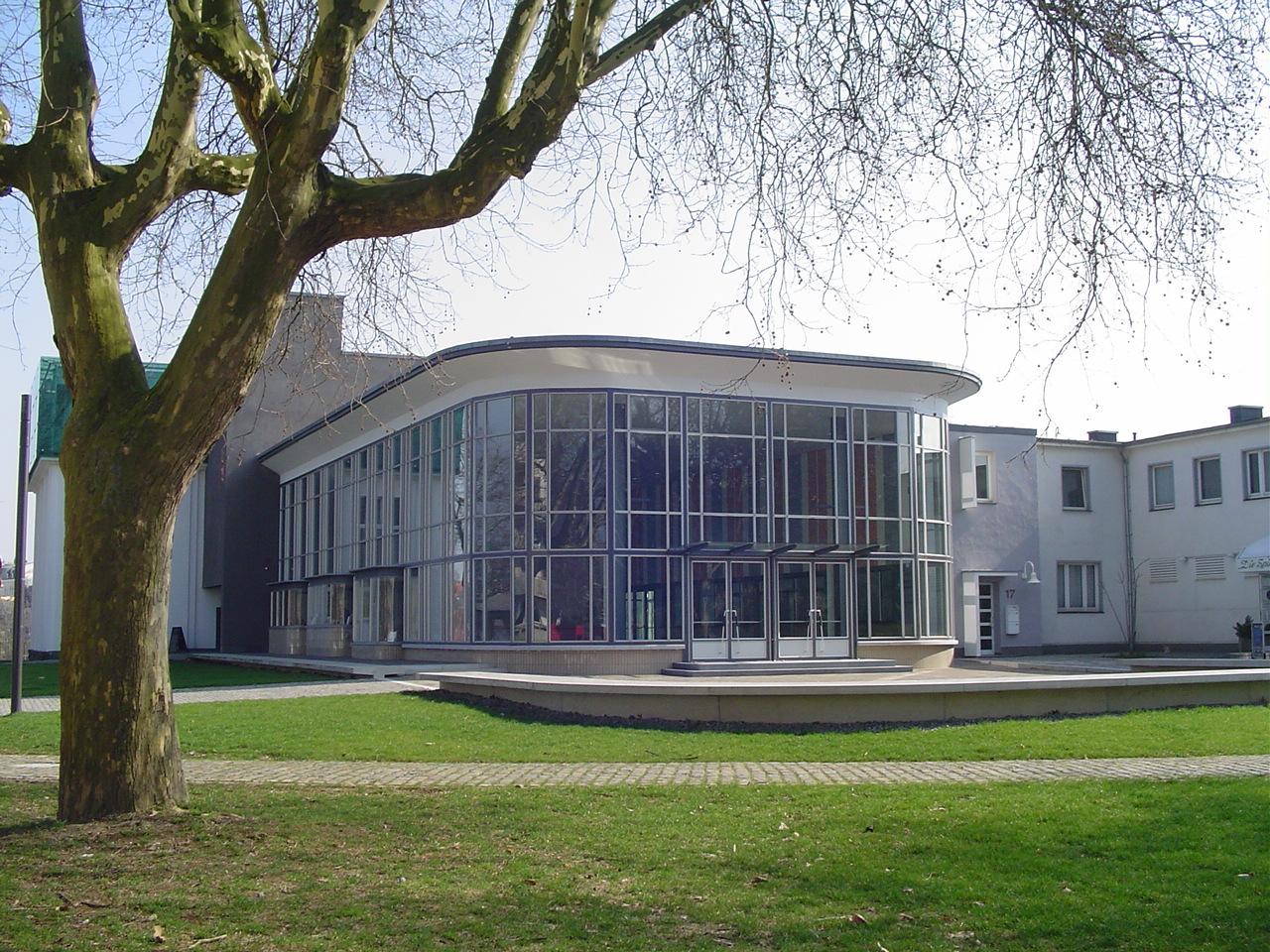
Das Forum Produktdesign im ehemaligen Solinger Hauptbahnhof

Nach der deutschen Wiedervereinigung entstand 1990 eine Städtepartnerschaft mit dem sächsischen Aue; 1991 folgte eine Städtefreundschaft mit dem senegalesischen Thiès. Im Jahre 1993 erfolgte eine Verlängerung des Oberleitungsnetzes nach Solingen-Aufderhöhe, zwei neue elektrisch betriebene Linien entstanden.
Bei einem ausländerfeindlichen Brandanschlag verloren 1993 fünf Türkinnen ihr Leben, acht Menschen wurden schwer verletzt. Der Brandanschlag von Solingen sorgte deutschlandweit für Aufsehen; folgende Demonstrationen endeten in Ausschreitungen. Die vier Täter entstammten der Solinger Neonazi-Szene und wurden zu hohen Haftstrafen verurteilt.
Die Reststrecke der Korkenzieherbahn wurde 1995 endgültig stillgelegt. Die Trasse wurde einer neuen Nutzung als Wanderweg zugeführt, die Korkenziehertrasse genannt wurde. Ein erster Trassenteil (Lagerstraße am ehemaligen Hauptbahnhof – Kasinostraße) wurde 2004 und zweiter Trassenteil (Kasinostraße – Carl-Ruß-Straße) 2005 freigegeben. Das Kunst-Museum Baden wurde 1996 im ehemaligen Gräfrather Rathaus eröffnet. Im Jahre 1997 wurde das Kulturzentrum COBRA als neuer Veranstaltungsort für Kultur im Solinger Stadtteil Merscheid eröffnet.
Der Stadtrat beschloss 1998 die Reduzierung der Stadtbezirke von sieben auf fünf. Im Jahre 1999 wurde Franz Haug neuer Oberbürgermeister, der dieses Amt 10 Jahre ausübte. 2009 erhielt der politisch umstrittene Haug den Ehrenring der Stadt.

### Die 2000er Jahre
Im Jahr 2000 wurden am Mühlenplatz die Clemens-Galerien, Solingens neue Mitte, als neues Einkaufszentrum im Norden der Fußgängerzone eröffnet.
Solingen nahm zusammen mit Wuppertal und Remscheid an der Regionale 2006 teil. Das Motto für die Stadt lautete „Wohnen und Arbeiten in Citynähe mit viel Grün“. Der Brückenpark Müngsten wurde eröffnet und eine Schwebefähre freigegeben. Der stillgelegte Hauptbahnhof erhielt eine neue Aufgabe als Forum Produktdesign. Seine Funktion und seit Dezember 2006 auch seinen Namen Solingen Hauptbahnhof übernahm der Bahnhof Solingen-Ohligs, dem gemessen am Verkehrsaufkommen schon immer eine größere Bedeutung zukam. Anstelle des alten Bahnhofes wurden in der Südstadt die Haltepunkte Solingen Grünewald und Solingen Mitte errichtet, letzterer wurde im November 2007 mit dem Verkehrsarchitektur-Preis Renault Traffic Future Award ausgezeichnet. Das Gelände um den ehemaligen Hauptbahnhof wurde zum Südpark umgestaltet. Am 1. April 2007 wurde dort das Plagiarius-Museum im Kopfbau-West der Güterhallen des ehemaligen Solinger Hauptbahnhofes eröffnet. Dort werden Produkt-Plagiate aus aller Welt ausgestellt; das Problem der Produktpiraterie beschäftigt auch die Solinger Schneidwarenindustrie schon seit Jahrhunderten.

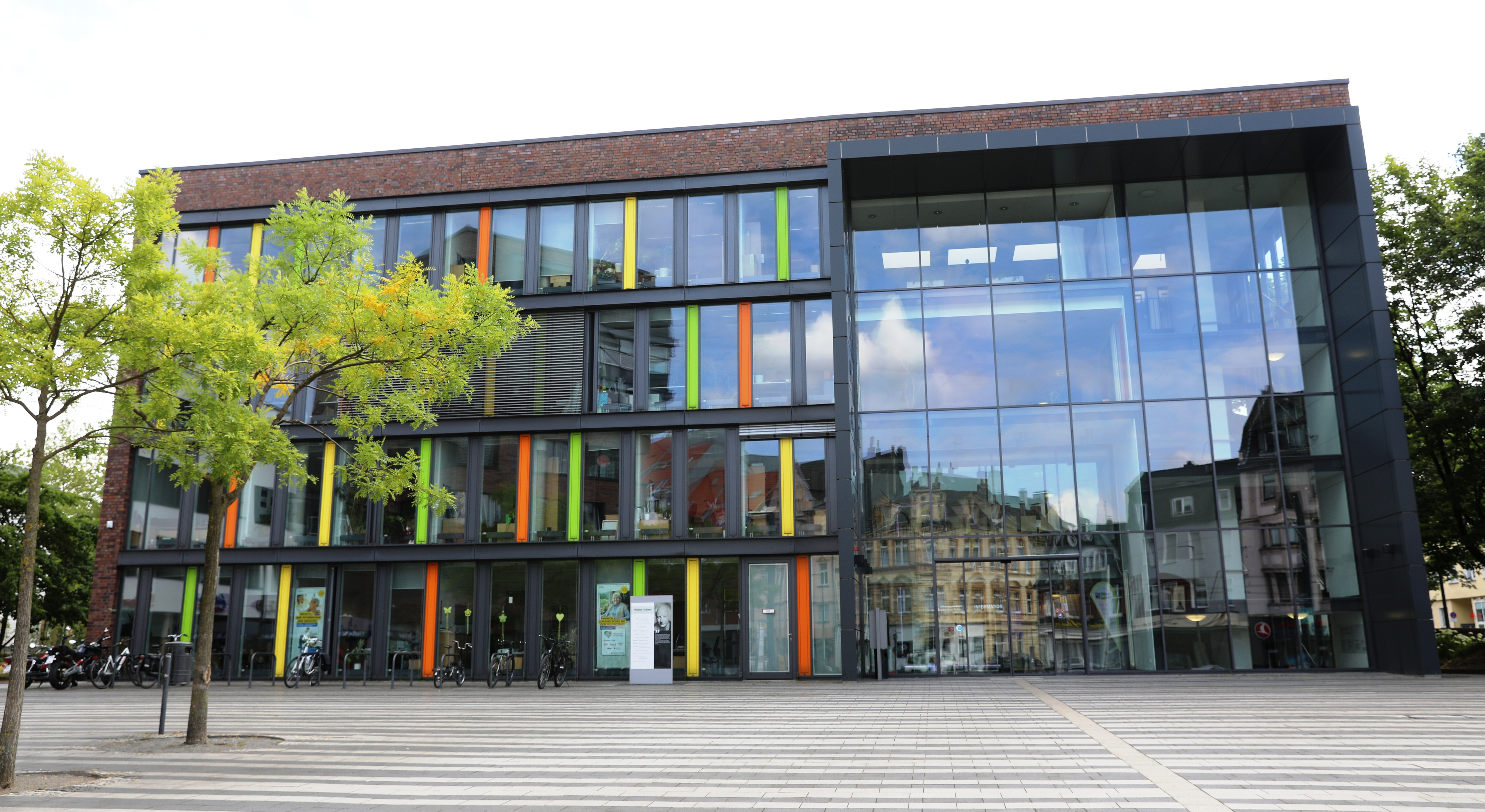
Das 2008 erbaute neue Rathaus

Im Rahmen der Regionale 2006 wurden außerdem der Graf-Wilhelm-Platz und der Neumarkt neugestaltet. Die Umbauten wurde im September 2007 abgeschlossen; seitdem finden dort nach 30 Jahren wieder Wochenmärkte statt. Mit Eröffnung des neuen Rathauses im Jahre 2008 entstand erstmals ein zentrales Verwaltungsgebäude in der Innenstadt. Nach der Schließung des Karstadt-Warenhauses am Neumarkt im August 2008 wurde das bis dahin stadtbildprägende Hochhaus am 18. Dezember 2011 gesprengt. An seiner Stelle entstand das neue Einkaufszentrum Hofgarten, das am 24. Oktober 2013 Eröffnung feierte.
Zu einem der verheerendsten Hochwasser in der Geschichte Solingens kam es Mitte Juli 2021 infolge eines Starkregenereignisses, das auch in anderen Teilen Westdeutschlands für Überschwemmungen sorgte. In der Nacht vom 14. auf den 15. Juli 2021 stieg der Pegel der Wupper an manchen Stellen auf bis zu 4 m an. Ein Solinger kam durch das Hochwasser ums Leben. Am meisten betroffen waren im Stadtgebiet die Orte Unterburg, Müngsten, Glüder mit dem dortigen Campingplatz, Obenrüden und Haasenmühle. Auch die beiden historischen Schleifkotten Wipperkotten und Balkhauser Kotten wurden erheblich beschädigt.
Bei einem Brandanschlag in der Nacht vom 24. auf den 25. März 2024 auf ein Mehrfamilienhaus kamen vier Angehörige einer bulgarisch‑türkischen Familie ums Leben, 21 weitere Menschen wurden verletzt. Ende Juli 2025 verurteilte das Landgericht Wuppertal den Täter wegen vierfachen Mordes zu lebenslanger Freiheitsstrafe mit Feststellung der besonderen Schwere der Schuld sowie anschließender Sicherungsverwahrung.

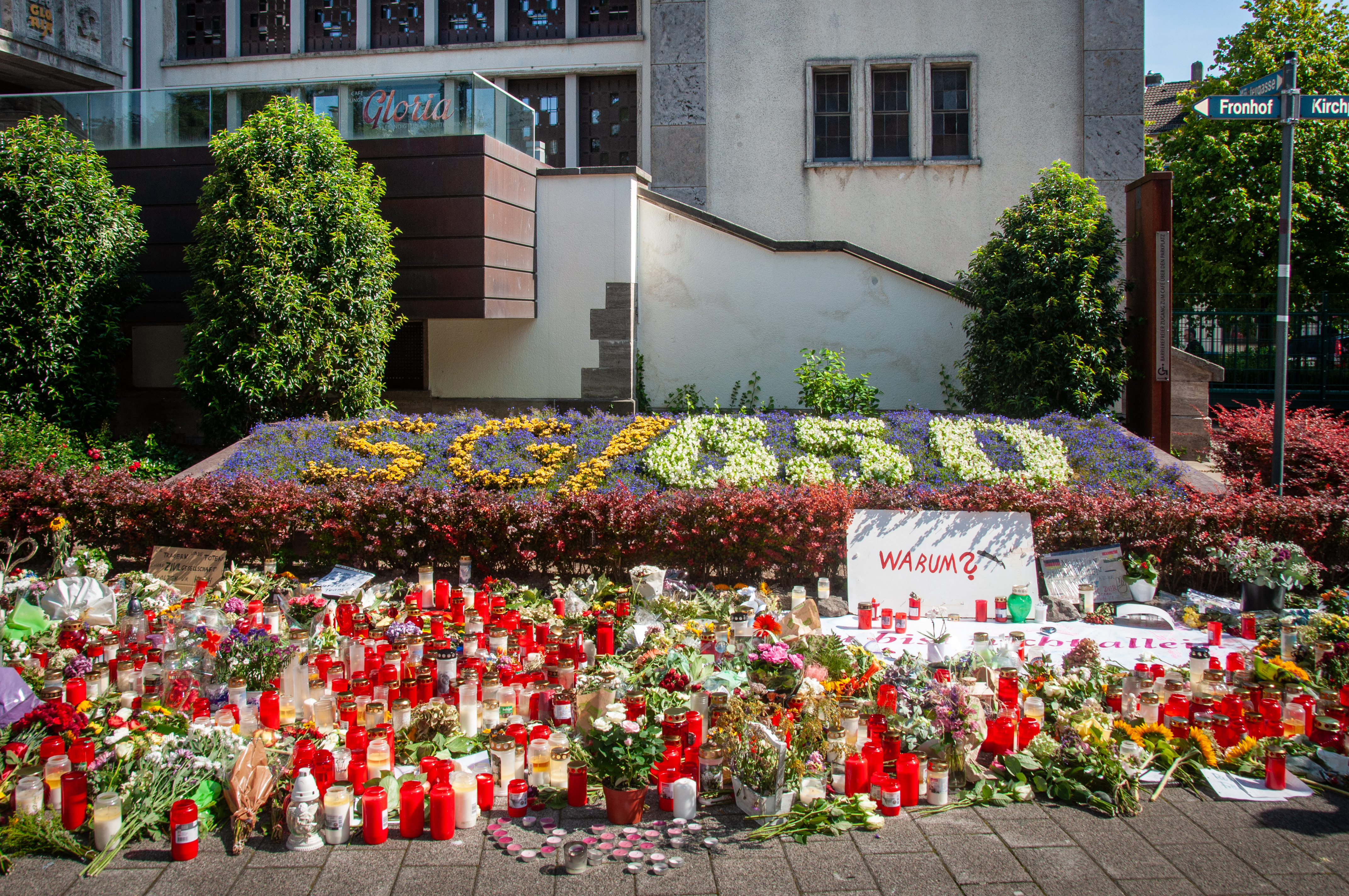
Gedenken nach dem Messeranschlag 2024

Im August 2024 wurden durch einen Messerangriff bei den Feierlichkeiten zum 650. Stadtjubiläum auf dem Fronhof drei Menschen getötet und acht verletzt. Die Terrororganisation Islamischer Staat behauptete danach, der Anschlag sei in ihrem Namen durchgeführt worden (der Täter hat sich als „Soldat des IS“ bezeichnet und „Rache für Muslime in Palästina und anderswo“ geübt).